# Geschichte der Dreizehn Kolonien

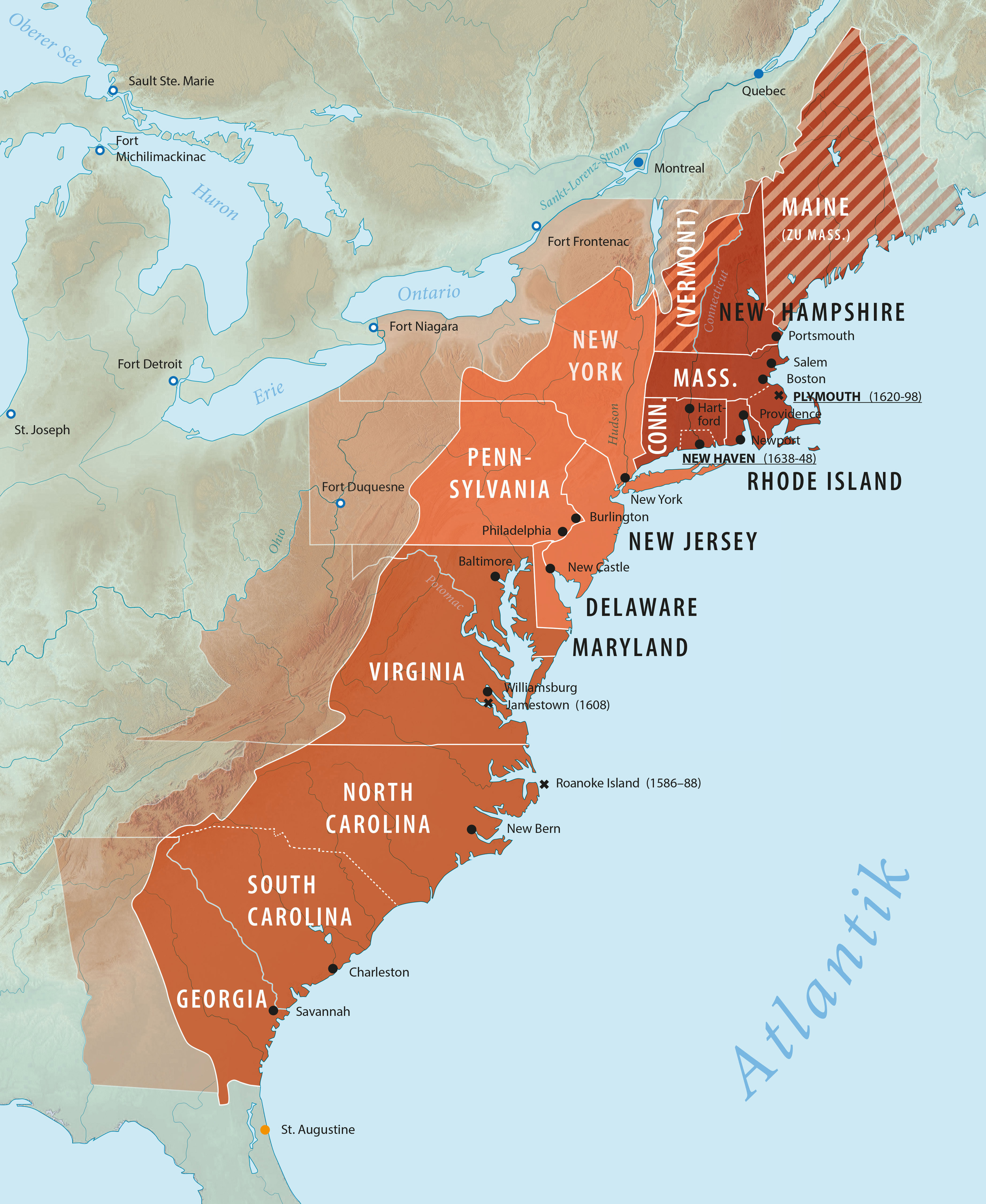
Neuengland-, Mittelatlantik- und südliche Kolonien. Abgesoftete Färbung: Fläche der heutigen US-Bundesstaaten.

Die Geschichte der Dreizehn Kolonien umfasst den Zeitraum von der ersten Gründung britischer Kolonien an der nordamerikanischen Ostküste im Jahr 1607 bis zum Ende des Amerikanischen Unabhängigkeitskriegs und dem Frieden von Paris 1783. Thematisch handelt es sich bei ihr um die kolonialzeitliche Vorgeschichte der Vereinigten Staaten. Im größeren Rahmen ist sie Teil der neuzeitlichen Entdeckungs- und Eroberungsgeschichte auf dem amerikanischen Kontinent. Grob unterteilen lässt sie sich in vier Phasen: die frühe Periode der Koloniegründungen, eine von Wachstum und Konsolidierung geprägte Anschlussphase, eine stark von territorialen Auseinandersetzungen zwischen Großbritannien und dem kolonialen Hauptkonkurrenten Frankreich geprägte Periode in der ersten Hälfte des 18. Jahrhunderts und schließlich eine vierte vom Ende des Siebenjährigen Kriegs bis zum Abschluss des Unabhängigkeitskriegs.

## Vor 1600: Nordamerika im Zeitalter der Entdeckungen

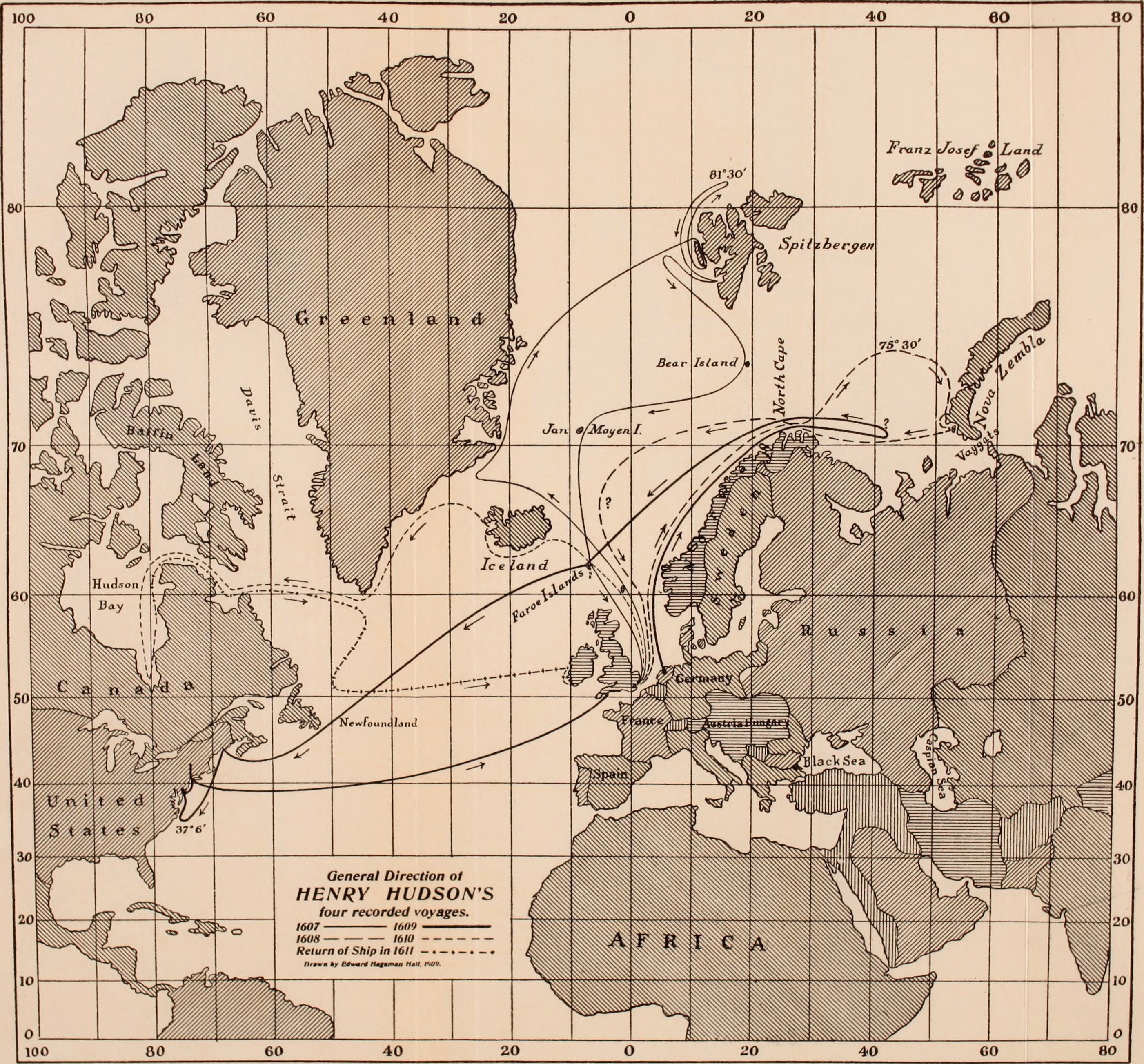
Henry Hudsons Entdeckungsfahrten

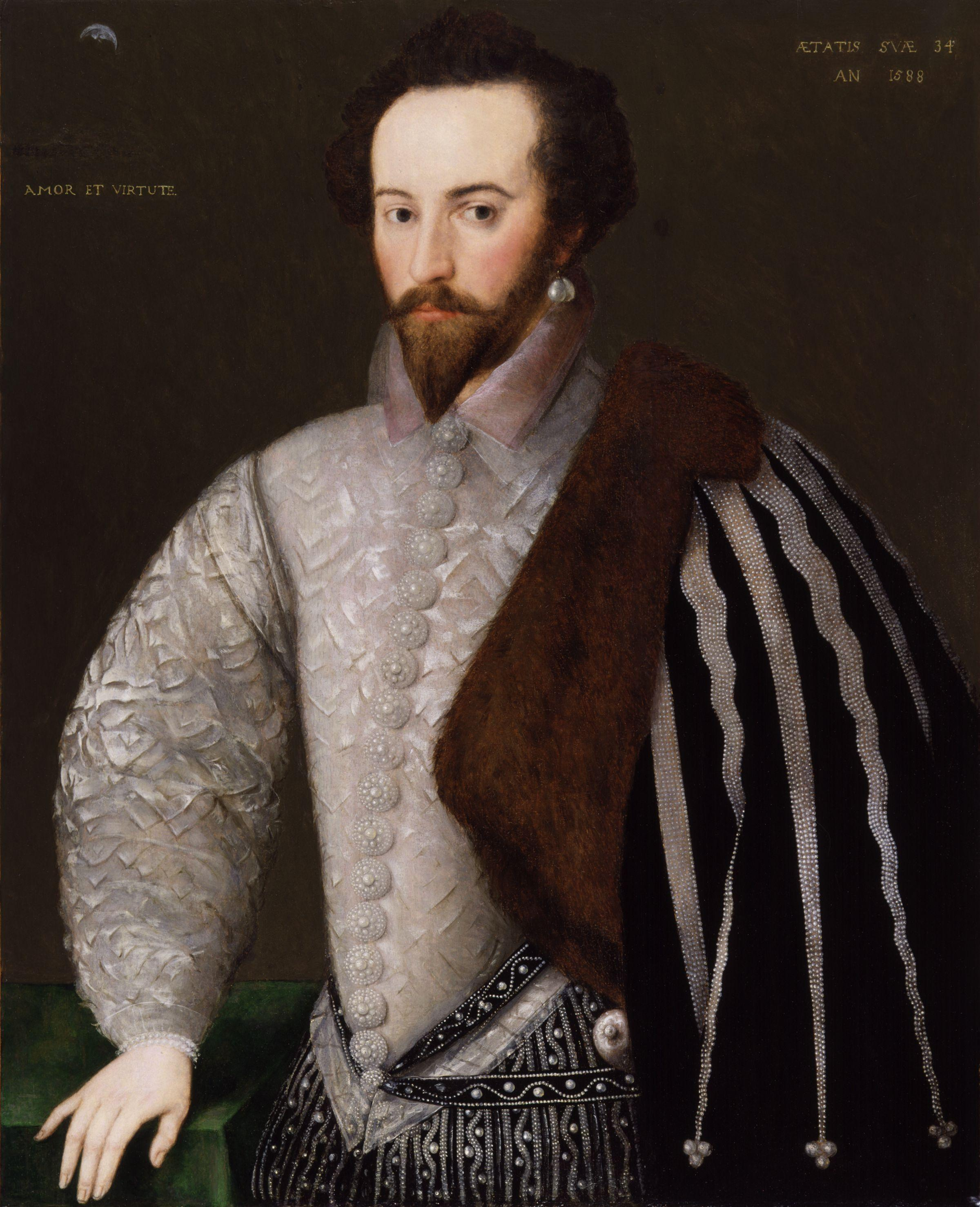
Walter Raleigh (1588)

In den ersten Jahrzehnten nach der Entdeckung Amerikas 1492 richteten die europäischen Großmächte ihr Interesse vorrangig auf die Karibik sowie Mittel- und Südamerika. Dominierende Macht war Spanien, dessen Neuspanisches Kolonialreich bis zur Mitte des 17. Jahrhunderts den überwiegenden Teil des heutigen Lateinamerika umfasste. Der nördliche Teil des Kontinents hingegen galt bis weit ins 16. Jahrhundert hinein als terra incognita. Der erste Entdecker, welcher das nordamerikanische Festland erreichte, war John Cabot (1497). Ebenso wie Cabot suchte auch Giovanni da Verrazzano nach der legendären Nordwestpassage (1524). Erste Erkundungsfahrten ins Landesinnere des heutigen Kanada tätigte der Entdecker und Seefahrer Jacques Cartier: Im Auftrag Frankreichs unternahm er zwischen 1534 und 1541 drei Fahrten den Sankt-Lorenz-Strom hinauf. Als erste feste Niederlassung auf nordamerikanischem Gebiet gilt die spanische Ansiedlung St. Augustine im Norden des damaligen Spanisch-Florida (1565). Möglicherweise noch früher – nämlich 1559 – wurde das im äußersten Westen des heutigen Florida gelegene Pensacola gegründet.
Die erste europäische Großmacht, die zielstrebigere Interessen in Nordamerika zeigte, war Frankreich. Bereits in den 1540er-Jahren hatten Jacques Cartier und Jean-François de Roberval erste Ansiedlungsversuche in der Region des heutigen Québec unternommen. Im Verlauf des 16. Jahrhunderts nahmen bretonische und baskische Fischer Handelsbeziehungen auf mit Indianerstämmen wie den Micmac und Abenaki, die an der Mündung des Sankt-Lorenz-Stroms lebten. Mit Tadoussac entstand 1600 dort der erste feste Handelsposten. Kurz darauf begann die geografische Erkundung des östlich von der Sankt-Lorenz-Strom-Mündung gelegenen Akadien durch Samuel de Champlain. Bedeutsamste Siedlungsgründung in der Frühzeit der französischen Kolonisierung war Québec (1608). Als wichtig für die Ausbreitung des Pelzhandels sowie die Erschließung des heutigen Kanada erwiesen sich die Entdeckungsfahrten des britischen Seefahrers Henry Hudson. Zwar gelang es auch Hudson nicht, die zum Pazifik führende Nordwestpassage zu finden. Stattdessen entdeckte er die weit im Norden gelegene Hudson Bay und erschloss diese für den Pelzhandel. Bis zum Ende des 17. Jahrhunderts jedoch fiel die europäische Ansiedlung im heutigen Kanada wenig ins Gewicht. 1627 etwa lebten dort etwas mehr als 100 französische Siedler.
Verglichen mit Spanien, Portugal und Frankreich begann Großbritannien vergleichsweise spät mit kolonialen Aktivitäten in Nordamerika. Aufgrund der Konkurrenzsituation mit Spanien forcierte Elisabeth I. zielstrebiger als ihre Vorgänger Aktivitäten in der Neuen Welt. Elisabeths Günstling Walter Raleigh versuchte ab 1585 einen ersten Ansiedlungsversuch auf Roanoke Island vor der Küste des heutigen North Carolina. Die Kolonie von Roanoke stand allerdings unter einem schlechten Stern: Die erste Ansiedlung wurde bereits im Folgejahr wegen Versorgungsschwierigkeiten aufgegeben. 1587 erfolgte ein zweiter Versuch. Aufgrund des Kriegszustands mit der spanischen Armada erfolgte 1588 keine Anfahrt. 1590 war die Kolonie verschwunden. Die teils ungeklärte Geschichte der „Lost Colony“ gehört bis heute zum amerikanischen Legendenschatz. Sicher ist, dass 1587 dort das erste namentlich bekannte englische Kind in Nordamerika geboren wurde – Virginia Dare.

## 1600–1650: die frühe Kolonisierungsphase

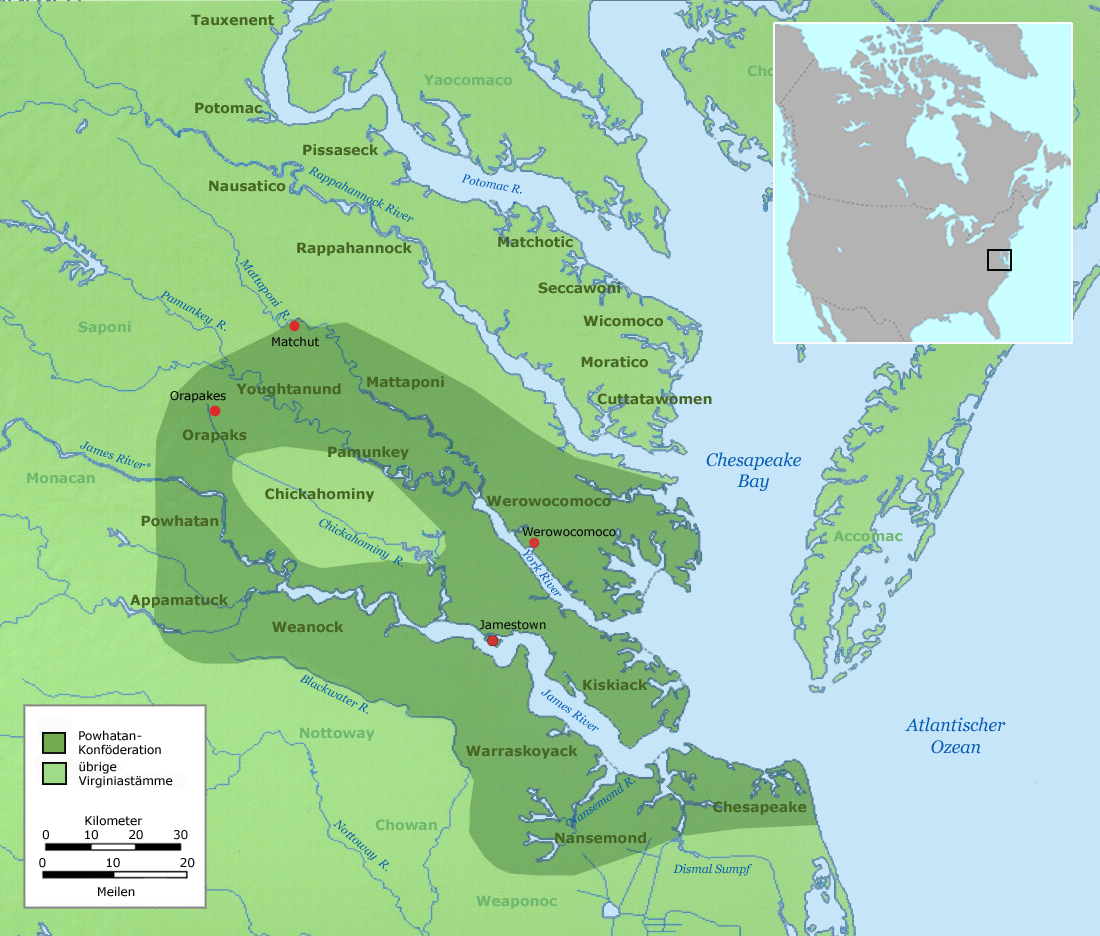
Virginia-Kolonie mit umliegendem Gebiet der Powhatan

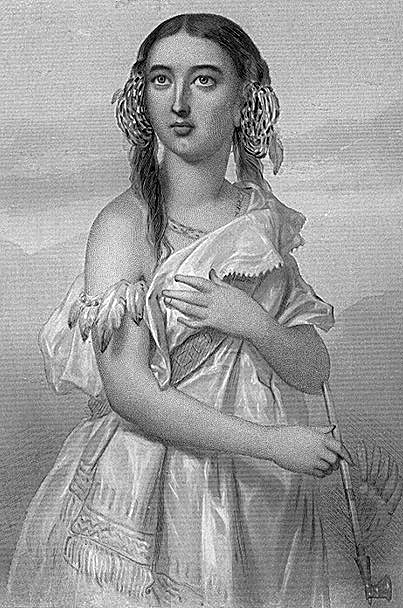
Pocahontas (Zeichnung von Mary Cowden, 1883)

### Südliche Kolonien
Die erste dauerhafte britische Ansiedlung im Gebiet der späteren 13 Kolonien war das 1607 gegründete Jamestown in Virginia. Die Anzahl der Erstsiedler betrug 105; ein hoher Prozentsatz davon starb allerdings bereits in den ersten Jahren – durch Krankheit, Hunger oder infolge von Auseinandersetzungen mit den dort lebenden Indianern. Die Gründung der an der Chesapeake Bay gelegenen Kolonie Virginia erfolgte durch die Virginia Company – eine Handelsgesellschaft, die für die Erschließung des Gebiets eine königliche Charter erwirkt hatte und kurzfristig auch im Gebiet des heutigen US-Bundesstaats Maine Siedlungsabsichten verfolgte. Anführer des Unternehmens vor Ort war der Kapitän John Smith. Bis in die 1610er-Jahre hinein stand der Erfolg des Unternehmens auf der Kippe. Thomas Dale, einer der ersten Gouverneure, errichtete zur Aufrechterhaltung der inneren Ordnung ein drakonisches Regime. Neusiedler waren vor allem Sträflinge und Schuldhäftlinge – sogenannte Indentured Servants, die zur Ableistung ihrer Schulden mehrere Jahre Zwangsarbeit leisten mussten.
Die Situation besserte sich erst, als der Pflanzer John Rolfe eine neue Methode für den Tabakanbau erfand. Das Verhältnis zu den umliegenden Indianerstämmen – vor allem den in der Region vorherrschenden Powhatan – war wechselhaft. Besonders in der Anfangszeit war die Siedlung stark von indianischer Unterstützung abhängig – speziell, was den Anbau der Nutzpflanzen Mais und Tabak anbelangte. Für eine friedliche Koexistenz setzte sich vor allem die Häuptlingstochter Pocahontas ein. Um das friedliche Zusammenleben weiter zu forcieren, heiratete sie 1614 den Virginier John Rolfe. Trotzdem entluden sich die unterschwelligen Konflikte schließlich in zwei Indianerkriegen. Der erste Powhatan-Krieg 1622, ein allgemeiner Indianeraufstand in der Region, kostete 347 Siedler sowie eine unbekannte Anzahl von Indianern das Leben und brachte die Kolonie an den Rand der Zerstörung. Der zweite Powhatan-Krieg 1644 wurde von einer bereits konsolidierten, lebensfähigen Kolonie geführt. Vom Ergebnis her markierte dieser das Ende der Indianer als eigenständiger Kraft im Gebiet der Chesapeake Bay.
Die Einwandererzahlen im Gebiet der Virginia-Kolonie stiegen zuerst nur langsam an. 1620 lebten weniger als 1000 Einwohner in der Kolonie. Da die Chartergesellschaft zwischenzeitlich in Konkurs gegangen war, wurde sie 1624 von der Krone übernommen. Obwohl englisch-anglikanische Kolonisten den Hauptanteil stellten, war Virginia keine homogene Kolonie. Südlich des James River sowie im späteren Norfolk Country entstanden etwa Ansiedlungen von Anhängern der staatskirchenkritischen puritanischen Glaubensrichtung. 1619 waren 90 heiratsfähige jungen Frauen eingetroffen, ebenso die ersten afrikanischen Sklaven. Bis 1630 konnte sich die Kolonie konsolidieren; 1640 erreichte die Einwohnerzahl den Stand von 10.000.
Im Jahr 1632 wurde im Gebiet der späteren US-Südstaaten eine zweite Kolonie gegründet – Maryland. Anders als Virginia war dies eine Eigentümerkolonie. Eigentümer war der – von Karl I. mit einer königlichen Charter ausgestattete – katholische Adlige Cecil Calvert Lord Baltimore. In der Anfangsphase versuchte Lord Baltimore, einen auf Lehensbesitz basierenden Feudalstaat zu etablieren. Die ersten Einwanderer waren katholische Adlige; Protestanten waren jedoch als Dienstleister, Pächter oder Handwerker zugelassen. Aufgrund der Einwandererzusammensetzung war die politische Orientierung innerhalb der Kolonie zwar stark loyalistisch geprägt. Mit der Zeit entstand in Maryland jedoch eine durchwachsenere Struktur, die katholische Ausrichtung trat in den Hintergrund. 1649 erfolgte ein offizielles religiöses Toleranzedikt. Die Einwohnerzahl der Kolonie wuchs mit der Zeit ebenfalls und betrug um 1650 rund 8.000 Einwohner.

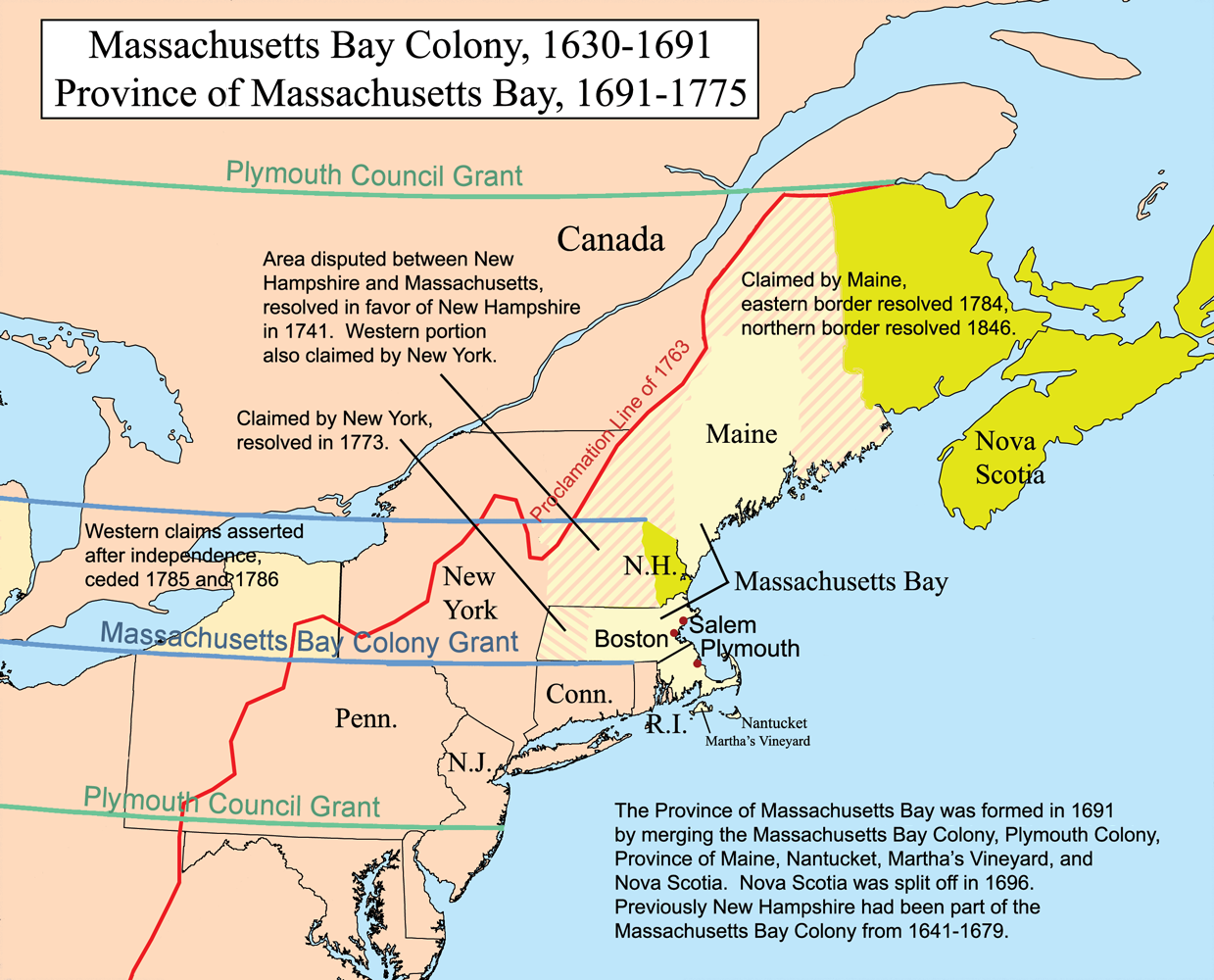
Kolonien im Gebiet von Neuengland

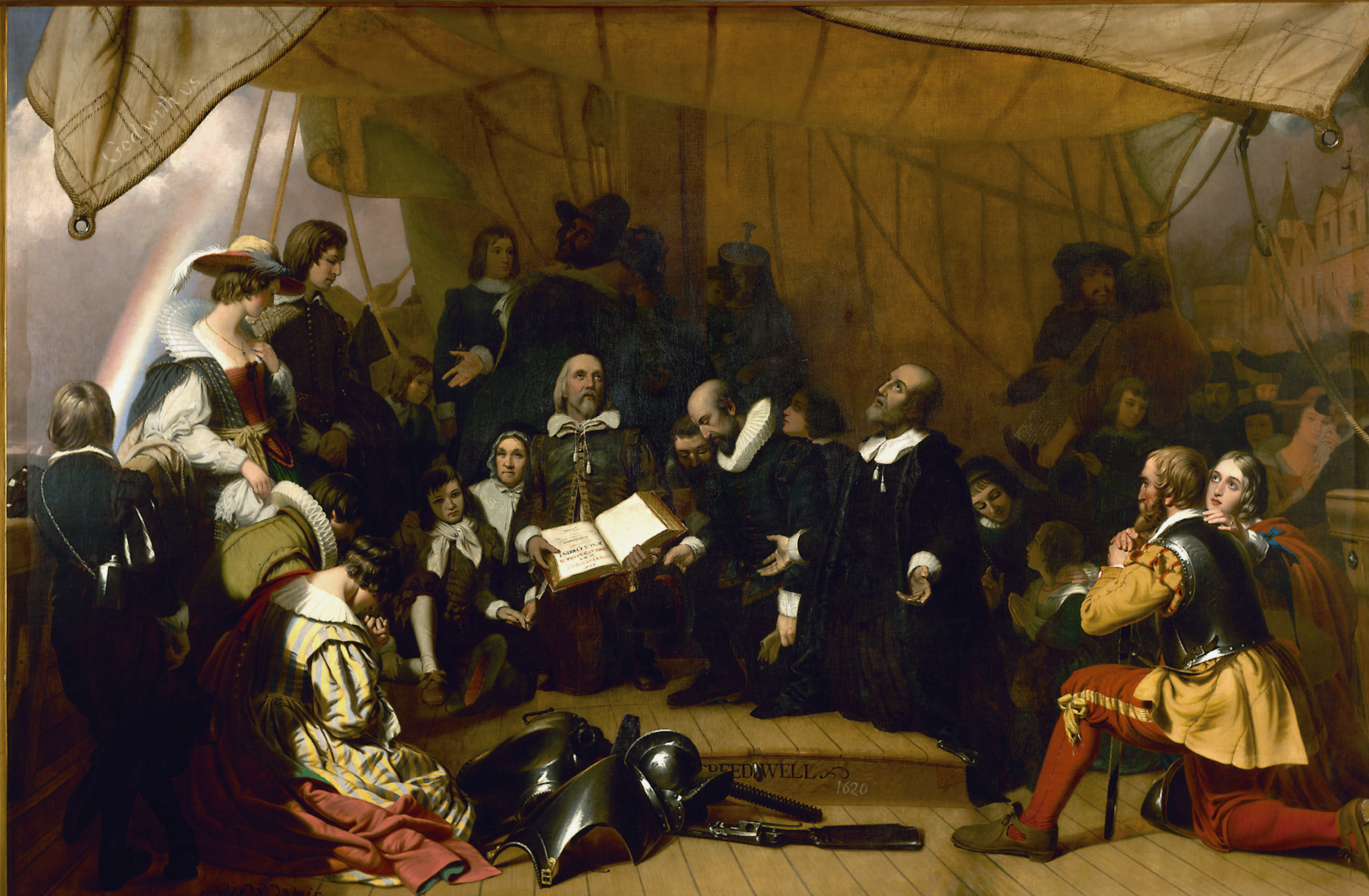
Pilgerväter vor der Abreise nach Amerika

### Neuengland-Kolonien
Anders als die staatskirchentreuen Kolonisten im Süden waren die Besiedler der Neuengland-Kolonien in der Nordostecke der späteren US-Nordstaaten staatskirchenkritische Puritaner. Hauptursache für die Auswanderung in die neuenglischen Kolonien war der Konformitätsdruck, dem die Anhänger des Calvinismus in England unterlagen. Bei den Ansiedlern der ersten Kolonie in Plymouth handelte es sich um radikale Separatisten. Anders als der Mainstream im Puritanismus hielten die Pilgerväter eine Reform der Anglikanischen Kirche nicht mehr für möglich. Motiv der – 1608 von England in die holländische Stadt Leiden emigrierten – „Saints“ war das Abschütteln des Jochs der antichristlichen Knechtschaft und die Gründung einer „City upon a Hill“ in der Neuen Welt. Am 11. November 1620 landete die Mayflower bei Cape Cod. Die Gruppe – bestehend aus 104 Auswanderern, darunter 41 „Saints“ (Separatisten) und 63 „Strangers“ (Nicht-Separatisten) plus 43 Mitglieder der Schiffsbesatzung – benannte im Mayflower-Vertrag ausdrücklich christliche Motive als Beweggrund für ihre Koloniebegründung.
Ebenso wie in Virginia waren auch bei der Plymouth Plantation die Anfangsjahre von Rückschlägen geprägt. Bereits im ersten Jahr starben viele Kolonisten. Eine gute Ernte brachte erst das Folgejahr 1621. Auf das erste Erntedankfest, das die Siedler zusammen mit örtlichen Indianern begingen, geht das heute noch begangene amerikanische Thanksgiving-Fest zurück. Ein weiteres Problem der Kolonie war ihre Unterkapitalisierung. Myles Standish, von den Kolonisten ursprünglich als militärischer Oberbefehlshaber angeheuert, reiste 1625 nach London, um weitere Kredite für die in finanziellen Nöten steckende Kolonie zu erwirken. Erster Gouverneur war William Bradford; im Amt blieb er bis 1657. Als oberster politischer Führer sicherte Bradford zwar das Überleben der Kolonie. Aufgrund der Dominanz der radikalen Pilgerväter blieb Plymouth jedoch – trotz der bis zum Jahr 1696 aufrechterhaltenen Eigenständigkeit – stets eine vergleichsweise unbedeutende Kolonie. Die Einwohnerzahl 1650: um die 1500.

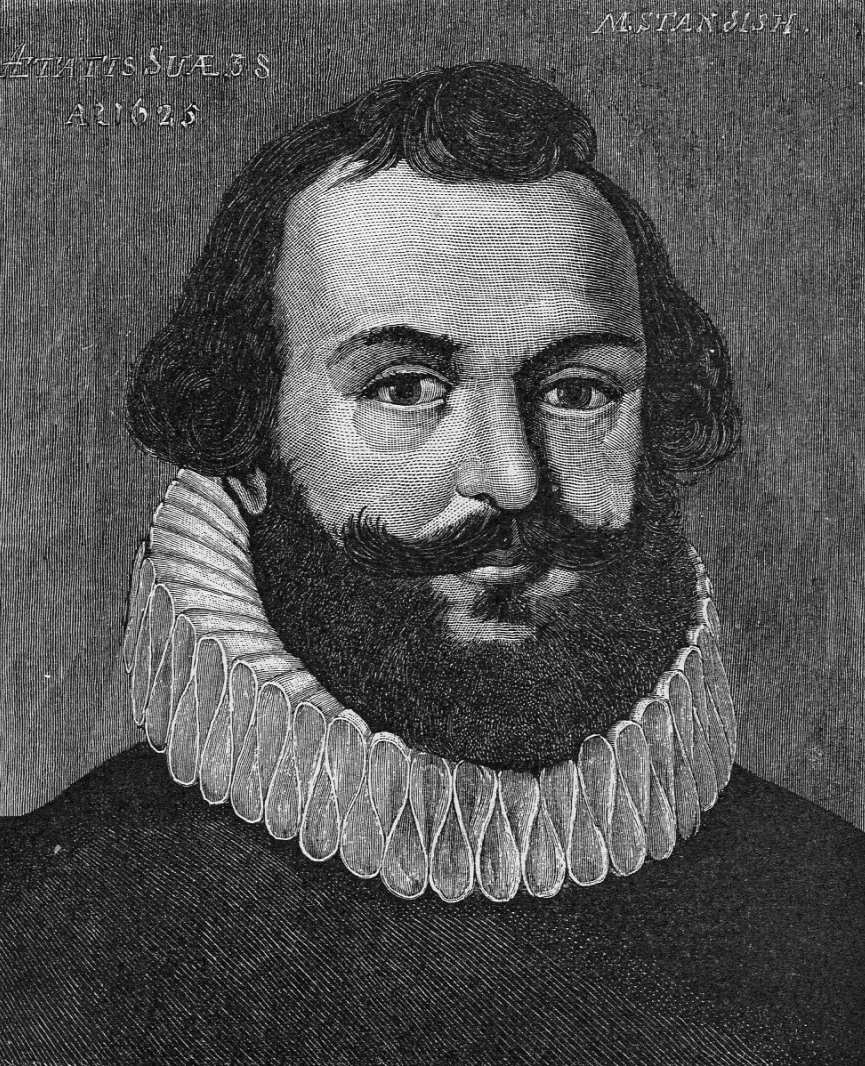
Myles Standish

Im Unterschied zur Plymouth Plantation erfolgte die Gründung der Massachusetts Bay Colony 1629 durch gemäßigte Puritaner. Salem, die erste Niederlassung, war bereits im Jahr zuvor gegründet worden. Erster Gouverneur der Kolonie wurde der Gründer der Pionier-Ansiedlung, John Endecott. Langjähriger Amtsnachfolger – bis 1657 – war John Winthrop. Auf neun Schiffen – statt nur einem wie die Pilgerväter von Plymouth – hatte Winthrop 1630 900 neue Ansiedler in die Kolonie gebracht. Bereits 1631 hatten die Massachusetts-Kolonisten ein halbes Dutzend Ansiedlungen gegründet – darunter Boston und Cambridge. Zum Zentrum der Kolonie avancierte Boston; das Siedlungsgebiet reichte im Osten bis zum Connecticut River und der späteren Kolonie New Hampshire und umfasste auch weiter nördlich gelegene Gebiete im heutigen Maine.
Die wirtschaftliche Ausdifferenzierung in der neuen Kolonie erfolgte schon rasch. Zur Landwirtschaft gesellten sich bald Handwerk, Fischerei sowie Pelzhandel. Anders als Plymouth war die Massachusetts-Kolonie durchaus auf wirtschaftlichen Erfolg hin orientiert. Glaubensmäßig zählten die dortigen Kolonisten zwar zum gemäßigten Mainstream des Puritanismus. Die moderate Haltung bezog sich allerdings nur auf das politische Verhältnis zur anglikanischen Staatskirche – nicht auf die Auslegung der calvinistisch-puritanischen Orthodoxie. Relativ rasch etablierte sich in der Kolonie so ein Gesellschaftstyp, der von religiöser Unduldsamkeit sowie starker sozialer Kontrolle geprägt war. Einerseits genossen örtliche Selbstverwaltungsinstitutionen einen hohen Stellenwert. Andererseits dominierten die früh eingewanderten Familien eindeutig die Geschicke der Kolonie. Bis 1643 wuchs diese stetig an auf eine Bevölkerungsanzahl von 15.000 bis 20.000 Einwohnern. Befördert wurde die Einwanderung durch die Great Migration zwischen 1630 und 1640: Die Unterdrückung des Calvinismus im britischen Mutterland führte zu einer Auswanderungswelle, von der vor allem die puritanisch geprägten Neuengland-Kolonien profitierten.
Die rigide Kontrolle in Massachusetts führte schon früh zu Ableger-Kolonien. 1636 entstanden gleich zwei Neugründungen: In der südöstlichen Ecke Rhode Island mit Providence und Newport als Zentren und im Südwesten, längs des Connecticut River, Connecticut. Gründer der Rhode Island-Kolonie waren zwei religiöse Dissidenten: der radikalpuritanische Prediger Roger Williams sowie die (angebliche) Antinomistin und Spiritualistin Anne Hutchinson. In Connecticut führten vor allem Differenzen in Bezug auf die oligarchische Führung in Massachusetts zur Neugründung. 1636 schloss Thomas Hooker, der Massachusetts den Rücken gekehrt hatte, die Siedlungen am Connecticut River zusammen. 1662 erhielt Connecticut eine eigene Charter – wobei das Siedlungsgebiet von Hooker und seinen Anhängern mit der flussabwärts gelegenen und ebenfalls eigenständigen Kolonie New Haven vereint wurde. In den 1630ern fand auch der erste große Indianerkrieg in Neuengland statt – der Pequot War von 1636 bis 1637. Ausgehend von den Ansiedlungen in Connecticut entwickelte sich ein Offensivkrieg gegen die in der Region ansässigen Pequot, der die Macht der Stämme im südlichen Neuengland erheblich schwächte.

### Mittelatlantik-Kolonien

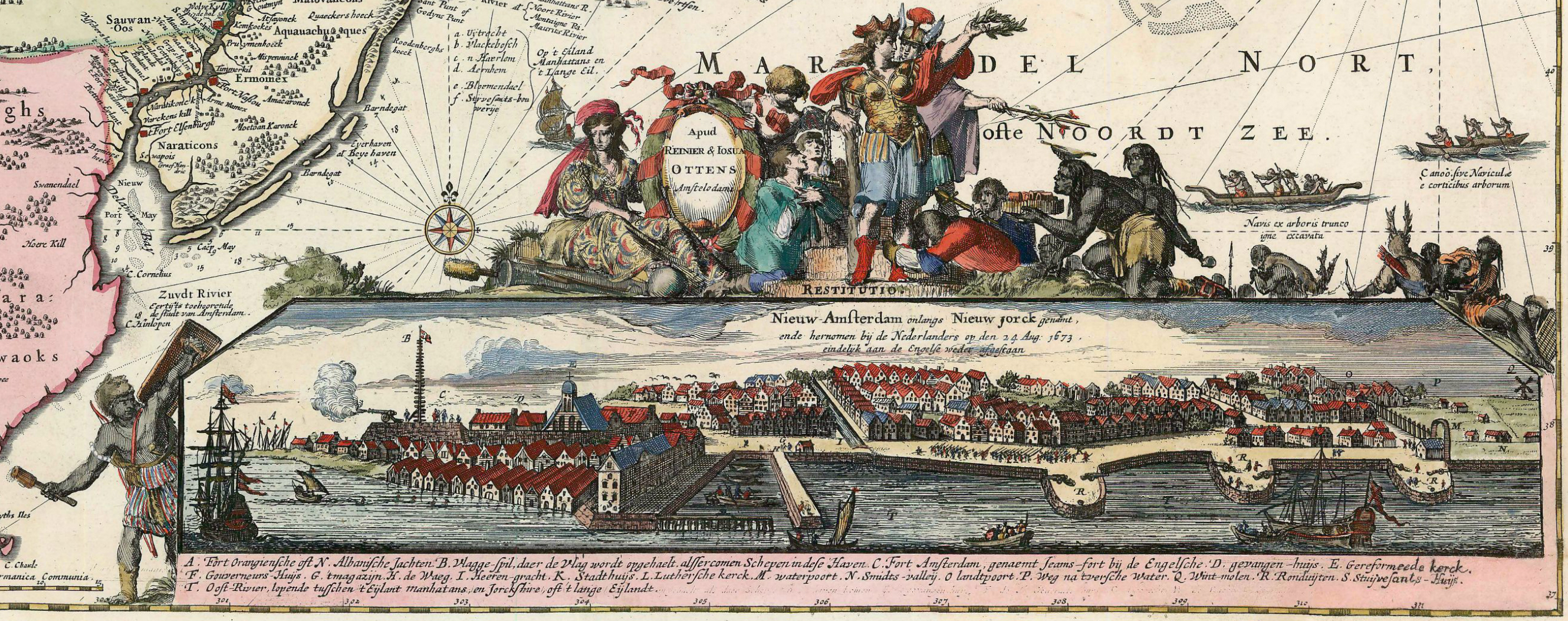
Nieuw Amsterdam: Die Darstellung von Hugo Allard von 1676 zeigt eine stark gewachsene Stadt.

Im Unterschied zum Neuengland-Gebiet im Norden sowie den beiden südlichen Kolonien Virginia und Maryland wurde der dazwischen liegende Atlantikküste-Abschnitt zuerst von Niederländern und Schweden besiedelt. Eingeleitet wurde die Erschließung der Region durch die Entdeckung des Hudson River durch Henry Hudson im Jahr 1609. 1612 schickten die Holländer zwei Schiffe den Fluss hinauf; im Jahr darauf begann der Pelzhandel mit den dort ansässigen Indianerstämmen – vor allem Delaware sowie Algonkin-Stämmen. 1624 errichteten holländische Siedler zwei befestigte Ansiedlungen: Fort Nassau am Delaware River und Fort Oranje (das spätere Albany) am Hudson. 1624 kaufte der niederländische Seefahrer Peter Minuit von den Indianern das Gebiet des späteren Manhattan. Darüber hinaus führte Minuit zwei Expeditionen mit skandinavischen Ansiedlern in die Gegend um Wilmington im heutigen Delaware. Befestigter Stützpunkt, auf dem Territorium der heutigen Stadt Wilmington: Fort Christina.
Verglichen mit den Briten und Franzosen waren Holländer und Schweden Nachzügler in Sachen Koloniegründung. Die Republik der Sieben Vereinigten Provinzen, Vorgänger der heutigen Niederlande, befand sich nach wie vor im Kriegszustand mit ihrer ehemaligen Herrschaftsmacht Spanien. Die schwedischen Ansiedlungsversuche gingen auf Initiativen des schwedischen Reichskanzlers Oxenstierna zurück. Zum Verwaltungssitz der niederländischen Kolonie avancierte ab 1624 Nieuw Amsterdam – die erste europäische Ansiedlung auf dem Gebiet des heutigen Manhattan. Die offizielle Gründung der Kolonie Nieuw Nederland erfolgte 1625. Die Holländer betätigten sich einerseits im Pelzhandel mit den Indianern. Im Tal des Hudson, dem Zentrum der Kolonie, etablierten sich darüber hinaus landwirtschaftlich genutzte Farmen.
Um 1640 lebten in der schwedischen Kolonie am Unterlauf des Delaware rund 600 Personen. Nie mehr als ein peripherer Außenposten, wurde sie 1655 von den Holländern übernommen. Die Gesamtzahl der Kolonisten in Nieuw Nederland wuchs bis 1664 auf rund 9000 Personen an. Gouverneur der Kolonie war ab 1647 Peter Stuyvesant. Als von der Niederländischen Westindien-Kompanie beauftragter Kolonie-Generaldirektor hatte er – anders als sein um friedliche Koexistenz bemühter Vorgänger Willem Kieft – die Einverleibung der schwedischen Ansiedlung maßgeblich vorangetrieben. Die Versuche Stuyvesants, in der Kolonie ein strenges calvinistisches Regiment durchzusetzen, stießen allerdings auf Missmut und den (zumindest passiven) Widerstand der Bewohner. Der mangelnde Rückhalt Stuyvesants war letztlich auch ein Grund für die kampflose Übergabe der Nieuw Nederland-Kolonie 1664 an die Engländer.

## 1650 bis 1700: Konsolidierung und Ausdehnung
Bestimmten zu Beginn der Kolonisierungsära räumlich kleine Besiedelungsgebiete an der Küste sowie den größeren Flussläufen das Bild, wuchs das Siedlungsgebiet bis 1700 zu einer mehr oder weniger geschlossenen Fläche entlang der Küste. Flankierend hinzu kam die Gründung weiterer Kolonien. Zu den älteren Kolonien Virginia, Maryland, Plymouth, Massachusetts, Rhode Island und Connecticut kamen weitere: Carolina im Süden, New Hampshire im Norden sowie das niederländische Gebiet in der Mitte. Zu einer dynamischen Neugründung entwickelte sich insbesondere die 1681 gegründete Kolonie Pennsylvania. Der Zuzug europäischer Einwanderer erlebte in der zweiten Hälfte des 17. Jahrhunderts einen ersten Höhepunkt. Lebten um 1650 lediglich rund 50.000 Siedler in den nordamerikanischen Kolonien, war ihre Anzahl bis 1700 auf rund 250.000 angewachsen.

### Neuengland und Mittelatlantik-Kolonien

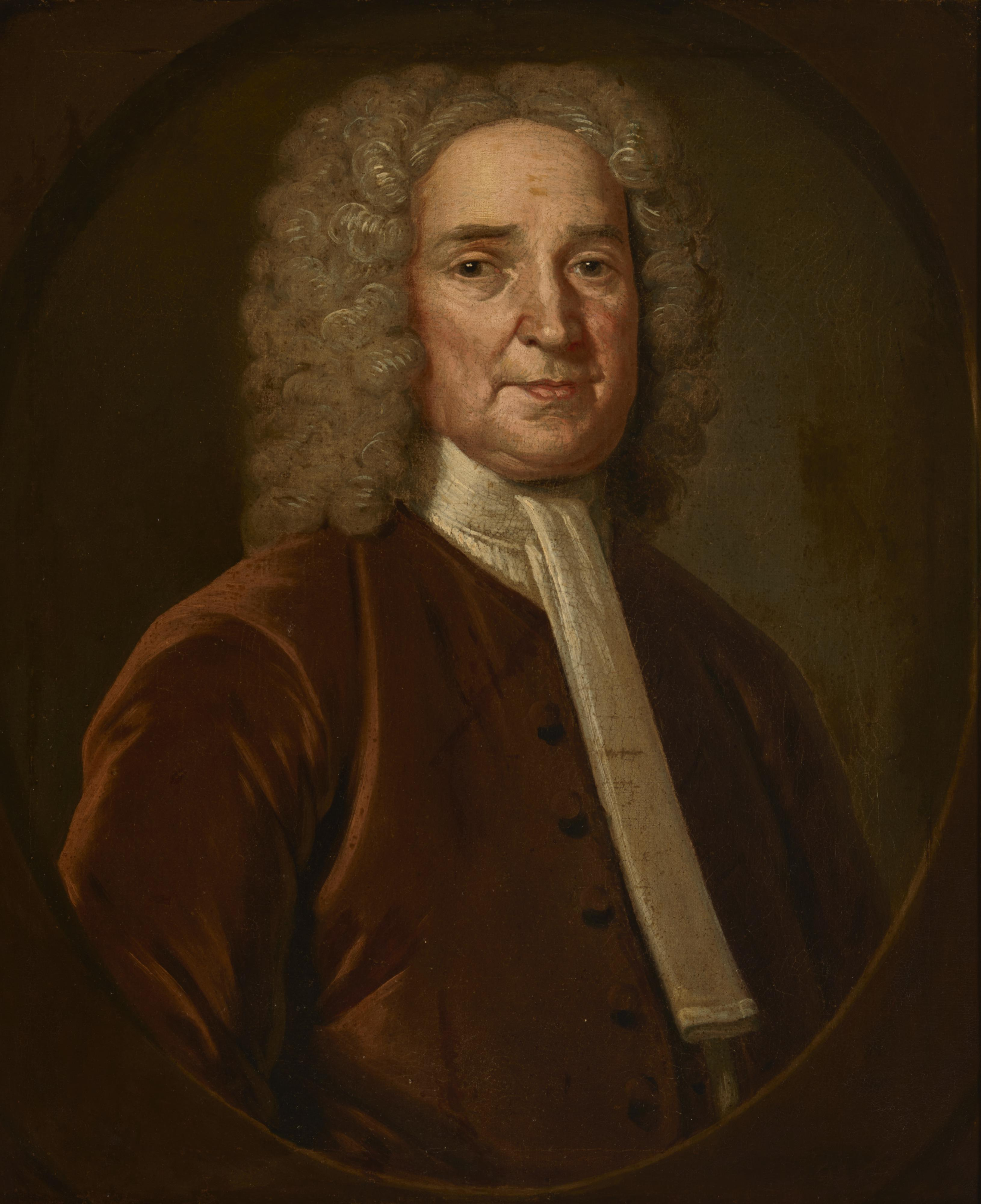
John Cotton

In Neuengland etablierte sich Massachusetts mehr und mehr als die dominierende Kolonie. Nachdem sich die bisherige Besiedlung vorwiegend auf den südlichen Teil von Neuengland kapriziert hatte, wurden nunmehr auch in dem nördlich davon gelegenen Gebiet Territorien abgesteckt. 1679 wurde das zwischen Piscataqua und Connecticut River gelegene Gebiet von New Hampshire abgetrennt in Form einer nunmehr eigenständigen Kronkolonie. Das westlich von New Hampshire gelegene Gebiet von Vermont blieb bis weit ins 18. Jahrhundert hinein umstritten. Aus diesem Grund zählt Vermont nicht zu den 13 Gründungskolonien der USA. Der Beitritt zur Union erfolgte nach dem Ende des Unabhängigkeitskriegs im Jahr 1791. Der Maine-Distrikt im Norden hingegen wurde 1691 Massachusetts zugesprochen und konstituierte sich erst 1820 als US-Bundesstaat. Zeitversetzt verglichen mit Virginia erlebte auch das südliche Neuengland einen zweiten, die Machtverhältnisse final klärenden Indianerkrieg: Der King Philip’s War 1676/1677 gilt als der blutigste Indianerkrieg des 17. Jahrhunderts. Vom Ergebnis her zog er rund 90 Ansiedlungen in Mitleidenschaft, zerstörte 13 von ihnen vollends und kostete rund 600 Siedler sowie schätzungsweise 3000 Indianern das Leben. Am Ende waren die Stämme an der nördlichen Ostküste als politische Kraft ausgeschaltet.

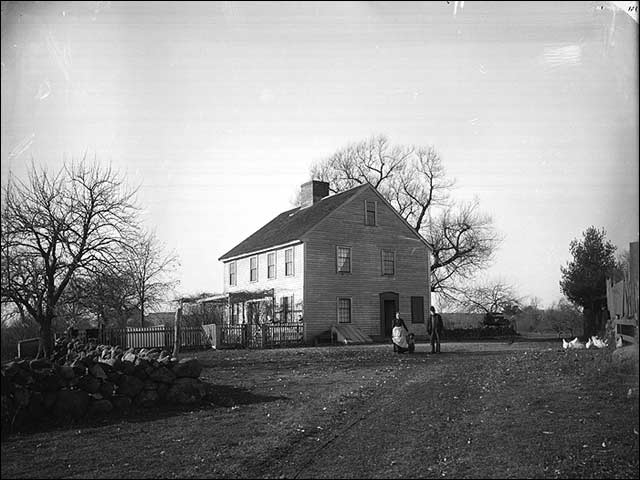
Haus der in den Salemer Hexenprozessen verurteilten Ann Putnam (1908)

Besonders in Massachusetts nahm der neuenglische Puritanismus immer dogmatischere, rigidere Merkmale an. Die größte unter den Neuengland-Kolonien entwickelte unter den drei geistlichen Führern John Cotton, Increase Mather und seinem Sohn Cotton Mather mehr und mehr Züge eines theokratischen Regimes. Ein Höhepunkt dieser – von Historikern als Krise des Puritanismus gewerteten – Entwicklung waren die Hexenprozesse von Salem. Zwischen 1690 und 1692 wurden rund 200 Anklagen angestrengt und rund 150 Inhaftierungen vorgenommen. Am Ende ergingen 19 Todesurteile – die meisten vollstreckt durch Erhängen. Die Beteiligung des Chefgeistlichen Cotton Mather ist umstritten; als gesichert gilt, dass Mather zumindest in der Phase der Vorermittlungen mit involviert war. Ende des 17. Jahrhunderts setzten allerdings auch in Neuengland Liberalisierungs-Tendenzen ein. Die Anzahl an Baptisten, Anglikanern und Quäkern nahm langsam zu; ab 1692 galten sie als gleichberechtigte Bürger. Zusätzlich unterstrichen wurde die dominierende Rolle von Massachusetts durch die Einverleibung der Plymouth-Kolonie im Jahr 1692.

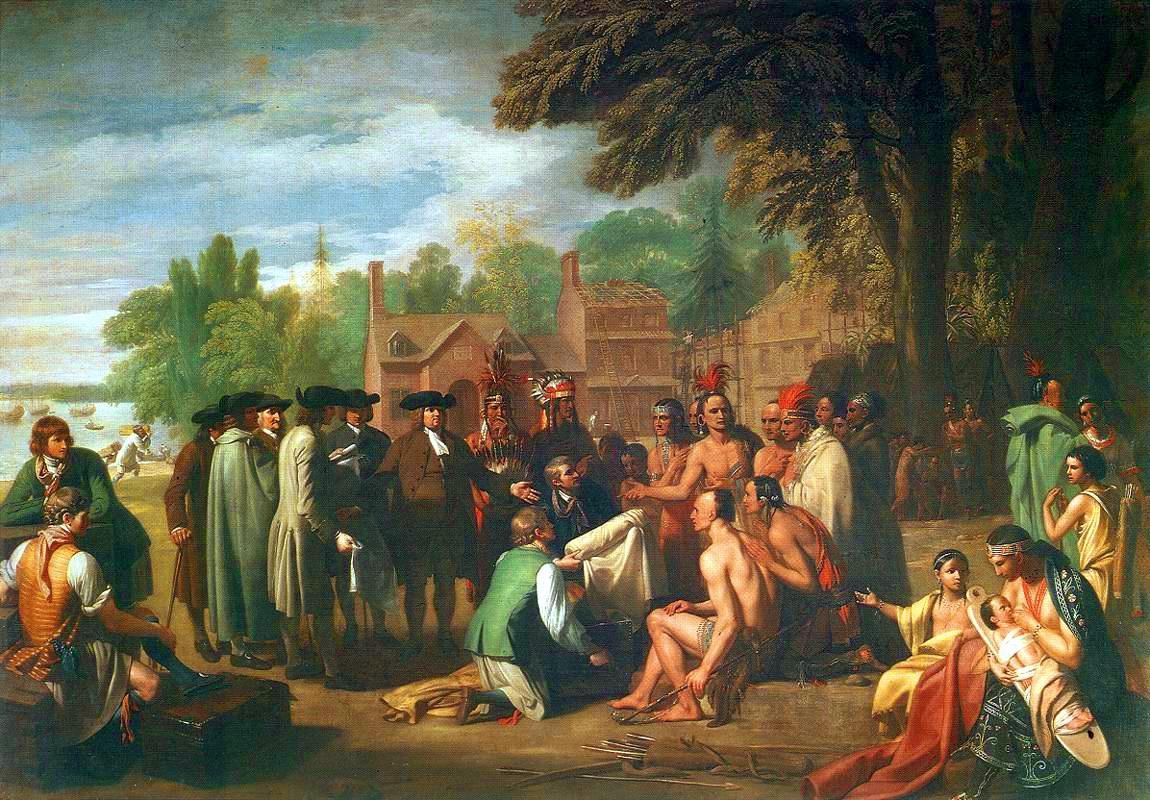
Treffen William Penns mit Indianern. Gemälde von Benjamin West (1771/72)

Die niederländische Kolonie im mittleren Atlantikabschnitt ging 1664 in den Besitz der Engländer über. Der neue Gouverneur Richard Nicolls gewährte den ethnischen Gruppen der Kolonie großzügige Übernahmebedingungen. Die Charter für die Kernkolonie New York ging an den Bruder von Karl II. – den Duke of York and Albany. Das Territorium der Kolonie New Jersey wurde aus New York herausgelöst und avancierte zur eigenständigen Kolonie. Als neue Gründung erfolgte 1681 die Gründung der Kolonie Pennsylvania. Ebenso wie Maryland war auch Pennsylvania eine Eigentümer-Kolonie. Begründer war der Quäker William Penn. Besonderes Merkmal der neuen Kolonie war ihre religionsoffene, tolerante Politik. Neben Quäkern siedelten sich in Pennsylvania auch Deutsche, Hugenotten sowie iro-schottische Presbyterianer an. Zentrum der Kolonie war die neu gegründete Stadt Philadelphia. Die Quäker selbst hatten zwar die Führungsrolle innerhalb der Kolonie inne. Allerdings gerieten sie gegenüber den sich ebenfalls dort niederlassenden Nicht-Quäkern bald zur Minderheit. Eine Sonderrolle genossen die drei Lower Counties am unteren Delaware. Ab 1704 mit eigenem Parlament versehen, entwickelte sich Delaware faktisch (wenn auch nicht formal) zu einer eigenständigen Kolonie.

### Südliche Kolonien
Der südliche Koloniebereich wurde Zug um Zug hin in Richtung Florida erweitert – ein vage umrissenes Gebiet, das zu dieser Zeit unter der Oberherrschaft der Spanier stand. Ein wichtiger Markstein war die Gründung der südlich von Virginia gelegenen Kolonie Carolina im Jahr 1663. Carolina war eine weitere Eigentümerkolonie. Benannt war sie nach Karl II. (in Großbritannien: Charles II.). Charter-Eigentümer war eine Gruppe von acht Spekulanten aus dem britischen Hochadel, darunter Anthony Ashley Cooper, Förderer des Philosophen John Locke, der zeitweilig als Coopers Privatsekretär fungierte. 1680 erfolgte die Gründung von Charleston. Die Besiedelung gestaltete sich zunächst eher zögerlich. Ökonomische Basis waren Getreide- und Tabakanbau. Wirtschaftlichen Erfolg brachte Ende des 17. Jahrhunderts schließlich die großflächig aufgenommene Bewirtschaftung von Reis.
Strukturell bildeten sich mit der Zeit deutliche Unterschiede zwischen dem Nord- und dem Südteil der Kolonie heraus. Während im von Virginia aus besiedelten Nordteil der Kolonie kleine Farmen und Pflanzungen das Bild bestimmten, waren im Süden Reisplantagen mit intensiver Sklavenwirtschaft der dominierende Sektor. Speziell die Sklavenhaltung war ein Element, welches den Süden der Kolonie stark vom nördlichen Teil unterschied. Die Sklavendichte im südlichen Carolina war die höchste von allen Kolonien; Schätzungen für das Jahr 1760 veranschlagen das Verhältnis von afrikanischer zu europäischer Bevölkerung mit dem Faktor zwei zu eins. Ende des 17. Jahrhunderts trug das Mutterland der unterschiedlichen Entwicklung in den beiden Kolonieteilen auch politisch Rechnung. 1691 wurde Carolina informell gesplittet, 1701 schließlich offiziell aufgeteilt in die fortan selbständigen Kolonien North Carolina und South Carolina.

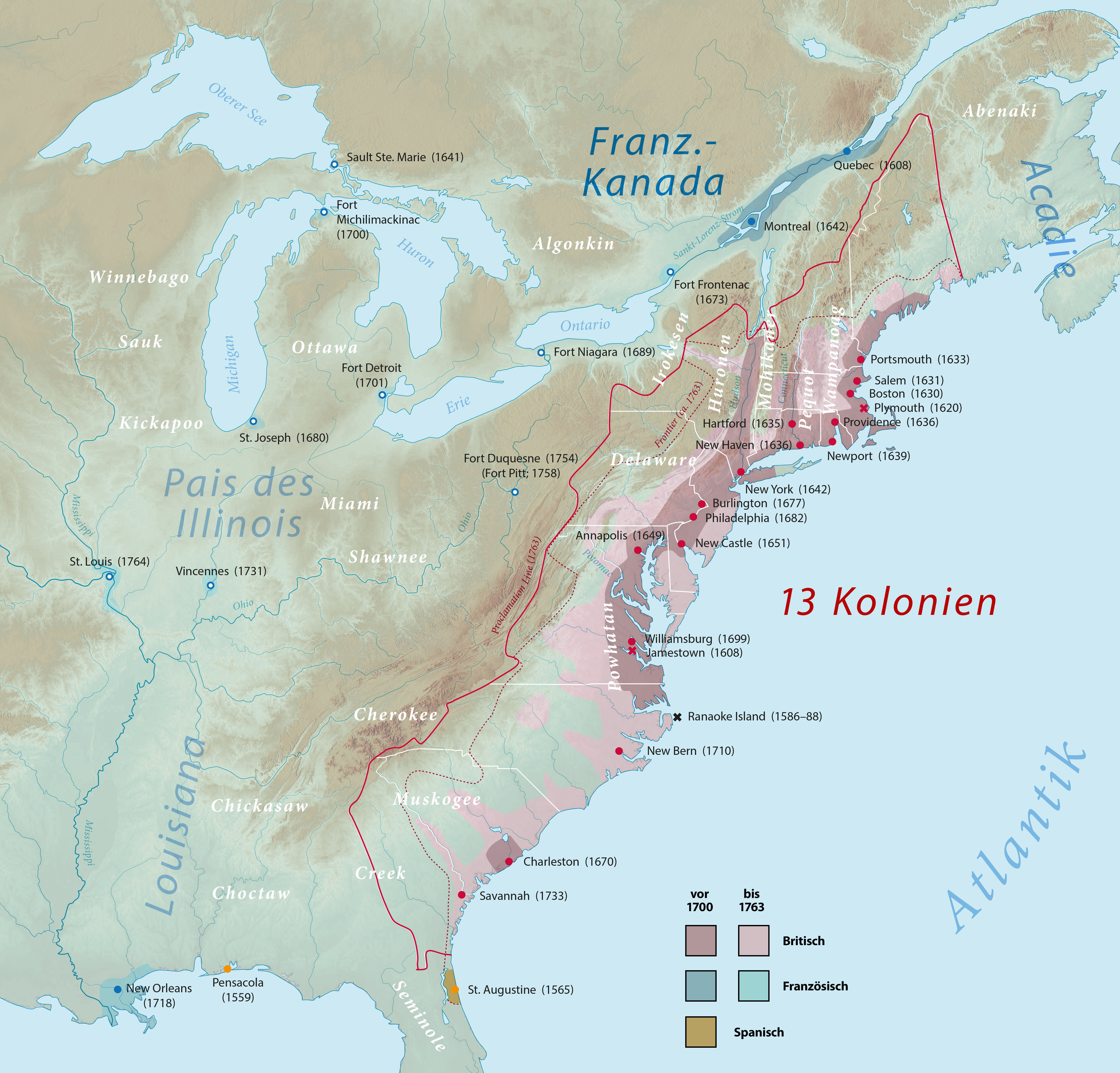
Besiedelte Gebiete und Siedlungsgrenze: vor 1700 und bis 1763

### Territoriale, soziale und politische Entwicklung
Sozial und politisch boten die Kolonien um die Wende zum 18. Jahrhundert ein recht heterogenes Bild: im Norden deutlich puritanisch geprägte Siedlerkolonien, in der Mitte von unterschiedlichen Gruppen besiedelte, stark auf Handel hin ausgerichtete Kolonien und im Süden schließlich Kolonien, die sich strukturell immer deutlicher in einen oberen Süden und einen unteren Süden ausdifferenzierten. Ein zusätzliches Unterscheidungsmerkmal war die Frontier im Westen. Nachdem die Küstenbereiche – mit Ausnahme einiger Lücken – flächendeckend besiedelt waren, rückte sie Zug um Zug auf das Appalachen-Gebirge vor. Sozial war das Leben in den Kolonien von unterschiedlichen Spannungen und Konflikten geprägt. Vorbehalte gegen Katholiken führten beispielsweise zu Rebellionen in New York und Maryland. 1676 führten die Konflikte zwischen der virginischen Küsten-Oligarchie und (teils noch in Schuldknechtschaft befindlichen) Hinterland-Siedlern zu Bacon’s Rebellion. Der von dem Pflanzer Nathaniel Bacon angeführte Aufstand wurde zwar niedergeschlagen. Der Konfliktauslöser – der Umgang mit den Indianerstämmen an der Grenze und die Besiedelung dort gelegener Gebiete – sorgte jedoch für anhaltenden Konfliktstoff.
Die Kolonialpolitik der Krone war lange Zeit vom Prinzip der „heilsamen Vernachlässigung“ geprägt. Nichtsdestotrotz band Großbritannien seine nordamerikanischen Kolonien immer stärker an das Mutterland an. Während in der Frühphase der Kolonisierung Gesellschafts- und Eigentümer-Kolonien vorherrschten, waren zum Ende des 17. Jahrhunderts Kronkolonien der gängige Typus. Die politischen Binnenverhältnisse gestalteten sich allerdings heterogen. In der Praxis dominierte eine Mischung aus Selbstverwaltungselementen (einer Art Unterhaus in Form eines gewählten Kolonie-Parlaments, der Assembly) und administrativen Formen (vor allem in Form des – meist von den Briten bestimmten – Kolonie-Gouverneurs). Wirtschaftlich stellten der Navigation Act von 1651 sowie später erfolgende Ergänzungen die Weichen – hin zu bilateralen, aufs Mutterland ausgerichteten Austauschbeziehungen. Formalisierte Beziehungen zwischen den Kolonien untereinander existierten bis zur Mitte des 18. Jahrhunderts nicht. Die Einbindung ins Gefüge des britischen Empire wurde 1696 verstärkt durch die Schaffung des Board of Trade and Plantations – einer übergreifenden Kolonialbehörde, welche den Austausch mit dem Mutterland besser koordinieren sollte.

Französische und britische Territorien während des French and Indian War

## 1700 bis 1763: Kampf mit Frankreich um die Vorherrschaft
Die Zeit vom Ende des 17. Jahrhunderts bis nach dem Ende des Siebenjährigen Kriegs war von weiterer territorialer Ausdehnung geprägt. Ein besonderes Merkmal dieses geschichtlichen Abschnitts waren die zunehmenden Auseinandersetzungen mit Frankreich: zunächst der Pfälzische, Spanische und Österreichische Erbfolgekrieg und schließlich der Siebenjährige Krieg, welcher zur Übernahme der französischen Besitztümer in Nordamerika durch Großbritannien führte. In Nordamerika führte der Vorherrschaftskonflikt zwischen England und Frankreich zu Grenzkriegen, die in ihrer Heftigkeit mit der Zeit zunahmen und aufgrund der Allianzen mit involvierten Indianerstämmen auch unter der Bezeichnung French and Indian Wars firmieren. Der größte dieser Kriege war der French and Indian War (Einzahl) – das amerikanische Pendant zum Siebenjährigen Krieg.

### Kolonialkriege vor dem Siebenjährigen Krieg

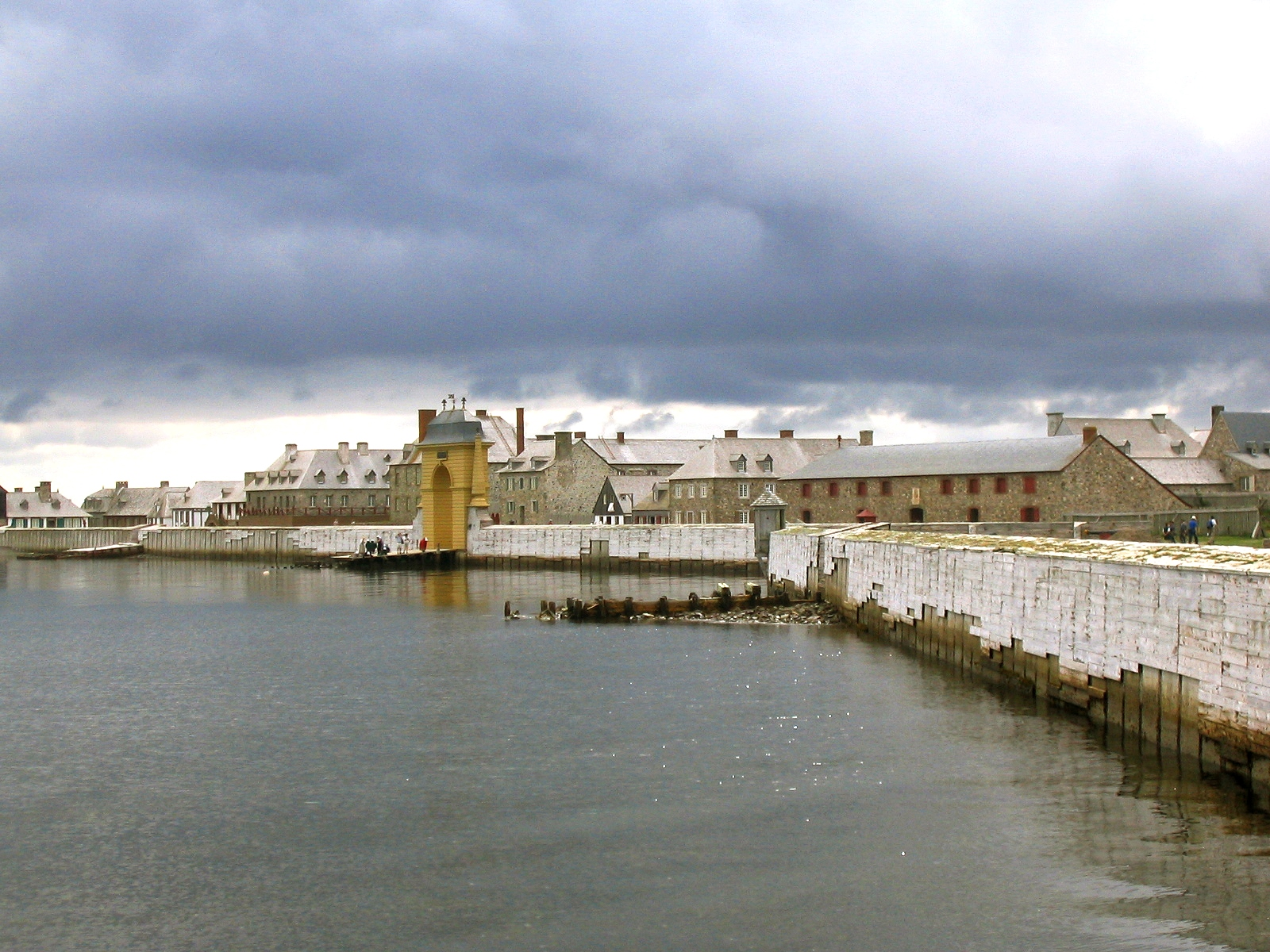
Kriegsschauplatz im King George’s War: die Festung Louisbourg auf der Kap-Breton-Insel

Die französischen Besitzungen im heutigen Kanada sowie im Gebiet zwischen Appalachen und Mississippi hatten sich bis zum Ende des 17. Jahrhunderts ebenfalls zu einem heterogenen Kolonialgebilde entwickelt. Die Nordamerika-Besitztümer Frankreichs setzten sich aus fünf Bestandteilen zusammen: die Kernkolonie von Neufrankreich beidseits des Sankt-Lorenz-Stroms (Zentren: das 1608 gegründete Québec und Montreal, dessen Gründung 1641 erfolgte), das östlich davon gelegene Akadien (umfassend die heutigen kanadischen Provinzen New Brunswick und Nova Scotia), Terre-Neuve (Neufundland) nördlich davon, die um die Hudson Bay gelegenen Handelsniederlassungen im Norden, das Gebiet südlich der Großen Seen (Pays des Illinois) und, südlich davon, der Rest des vage unter der Bezeichnung Louisiana firmierenden Territoriums. Die Bezeichnung Neufrankreich oder Nouvelle France markierte ursprünglich zwar das gesamte Kolonialgebiet. Im 18. Jahrhundert hatte sie sich jedoch vor allem für das geschlossene Ansiedlungsgebiet am Sankt-Lorenz-Strom etabliert.
Bis Anfang des 18. Jahrhunderts lebten knapp 10.000 Europäer in diesem riesigen Gebiet. Eine durchgehende Siedlungsdichte wies dabei lediglich die Kernkolonie rund um den Sankt-Lorenz-Strom auf. In Akadien war eine solche lediglich rudimentär vorhanden. In den restlichen Teilen des französischen Territoriums bestimmten Handel mit den dort ansässigen Indianerstämmen sowie zu diesem Zweck aufgebaute Handelsposten das Bild. Seine größte Blüte und gleichzeitig größte Ausdehnung erreichte Französisch-Kanada unter dem Gouverneur Louis de Buade Comte de Frontenac. Der Pfälzische, Spanische und Österreichische Erbfolgekrieg hatten auch auf dem nordamerikanischen Kontinent ihre jeweiligen Pendants. Die unter der Sammelbezeichnung French and Indian Wars in die amerikanische Geschichte eingegangenen Ableger-Kriege setzten ein mit dem King William’s War zwischen 1689 und 1697. Ihre Fortsetzung fanden sie im Queen Anne’s War (1702–1713) und im King George’s War (1744–1748). Am Ende mündeten sie ein in den French and Indian War zwischen 1754 und 1763 – dem Pendant zum Siebenjährigen Krieg in Europa. Im Wesentlichen entzündeten sich die aufgeführten Auseinandersetzungen an zwei territorialen Interessensgegensätzen: a) britischen Begehrlichkeiten in Bezug auf Akadien, Neufundland sowie das Gebiet der Hudson Bay, b) Grenzstreitigkeiten bezüglich der zwischen den französischen Kanada-Kolonien und den britischen Ostküste-Kolonien gelegenen Region.
Der King William’s War (1689 und 1697) eröffnete den Kampf um die Vorherrschaft, brachte allerdings keine entscheidenden Ergebnisse. Militärisch wechselten sich in seinem Verlauf Vorstöße der Briten in Richtung Akadien und Québec ab mit solchen der Franzosen in die Grenzgebiete südlich des Sankt-Lorenz-Stroms – verbunden mit Raids indianischer Bundesgenossen ins nördliche Neuengland. Der britische Angriff auf Québec scheiterte letztlich ebenso wie die französischen Attacken auf neuenglische Küstengebiete ergebnislos blieben. Charakteristisch für die Kriegsform, welche für den Verlauf der French and Indian Wars charakteristisch wurde, war ihre hybride Form: Reguläre Verbände spielten lediglich randständig eine Rolle. Haupt-Kombattanten waren Siedler-Milizen sowie Indianerstämme, die sich auf der einen oder anderen Seite beteiligten. Wichtigster Bündnispartner der Engländer war die Irokesen-Konföderation. Das Gros der Stämme im Ostküsten-Hinterland hingegen neigte aufgrund des britischen Siedlungsdrucks stärker der französischen Seite zu und erwies sich in sämtlichen Franzosen- und Indianerkriegen als ein wichtiger Bündnispartner.
Noch stärker kam diese Form der Kriegsführung im Queen Anne’s War zwischen 1702 und 1713 zum Tragen. Die Grenzgebiete von Massachusetts und New York gerieten zum Hauptziel französisch-indigener Attacken. In Neuengland entwickelte sich die daraus resultierende Folge von Grenzscharmützeln zu einem Abnutzungskrieg, den die französische Seite zwar nicht gewann, den betroffenen Regionen jedoch spürbar zusetzte. Der Friede von Utrecht 1711 brachte entscheidende Veränderungen: Der östliche Teil Akadiens (Nova Scotia), Neufundland sowie das Gebiet an der Hudson Bay gingen in britischen Besitz über. Harte Konsequenzen hatte das Kriegsende speziell für die französischsprachigen Einwohner in Akadien. Aufgrund der von den Briten betriebenen Assimilierungspolitik zogen es zahlreiche Siedler vor, die Kolonie zu verlassen.
Zum (vorläufigen) Höhepunkt des britisch-französischen Machtkampfs avancierte der dritte Erbfolgekrieg – der King George’s War zwischen 1740 und 1748. Zusätzlich verlagerten sich die Auseinandersetzungen diesmal ins Tal des Ohio mit hinein – eine Folge erster britischer Siedlungsvorstöße in diese Region. Ein weiterer Unterschied zu den vorangegangenen Erbfolgekriegen war der, dass sich die traditionell mit den Briten verbündete Irokesen-Konföderation weitgehend neutral verhielt. Besonderheit in diesem Krieg war darüber hinaus das konzertierte Vorgehen französischer und spanischer Kaperschiffe an der atlantischen Ostküste. Ergebnistechnisch verlief er hingegen unentschieden. Der Zweite Frieden von Aachen bestätigte die bestehende Patt-Situation – ein Zustand, den erst der im Folgejahrzehnt ausbrechende Siebenjährige Krieg beenden sollte.

### Innerkoloniale Veränderungen im 18. Jahrhundert
Innenpolitisch waren Konsolidierung sowie territoriale Erweiterungen die maßgeblichen Faktoren in der ersten Hälfte des 18. Jahrhunderts. Als dreizehnte Kolonie kam 1732 Georgia hinzu. Die Gründung der neuen Kronkolonie diente vor allem dazu, die Grenze zum spanischen Florida zu arrondieren. Die Gründe für die Neugründung waren teilweise philanthropischer Natur. Hauptakteur war der Offizier und Tory-Unterhausabgeordnete James Edward Oglethorpe. Die Kolonie sollte der Rehabilitierung von Schuldgefangenen sowie der Etablierung einer sozial gerechten Form von Landwirtschaft dienen. Sklaverei war in den Anfängen ebenso verboten wie das Einführen von Rum. Die gutgemeinten Absichten erwiesen sich allerdings schnell als wirkungslos. Anfang der 1750er-Jahre setzte die britische Kolonialverwaltung die Restriktionen in Bezug auf Sklaverei außer Kraft. Die gesellschaftlichen Verhältnisse Georgias näherten sich in der Folge rasch an diejenigen im nördlich gelegenen South Carolina an.
Die Bevölkerung der 13 Kolonien wuchs zwischen 1700 und 1750 weiter rasant an. Lebten zu Beginn des Jahrhunderts rund 250.000 europäische Siedler in den Kolonien, erhöhte sich ihre Anzahl bis 1750 auf über eine Million. Die bevölkerungsstärksten Kolonien waren Virginia (über 230.000), Massachusetts (rund 188.000), Maryland (144.000) und Pennsylvania (knapp 120.000). Das Hinterland sowie die Mittelatlantik-Kolonien wuchsen infolge dieses Bevölkerungsschubs stärker als Neuengland und der Süden. Heterogener als im 17. Jahrhundert gestaltete sich auch die ethnische Zusammensetzung sowie die Religionszugehörigkeit. Machten englische Zuwanderer noch 1700 mehr als drei Viertel der Kolonien-Bewohner aus, reduzierte sich ihr Anteil 1755 auf etwas mehr als die Hälfte. Die religiöse Landschaft veränderte sich vor allem infolge des Great Awakening in den 1740er- und 1750er-Jahren. Hierbei handelte es sich um eine religiöse Massenbewegung, welche die innere Einkehr sowie das persönliche Religionserlebnis in den Vordergrund rückte und als neue protestantische Richtung den Methodismus etablierte.

### Der French and Indian War (1754 bis 1763)

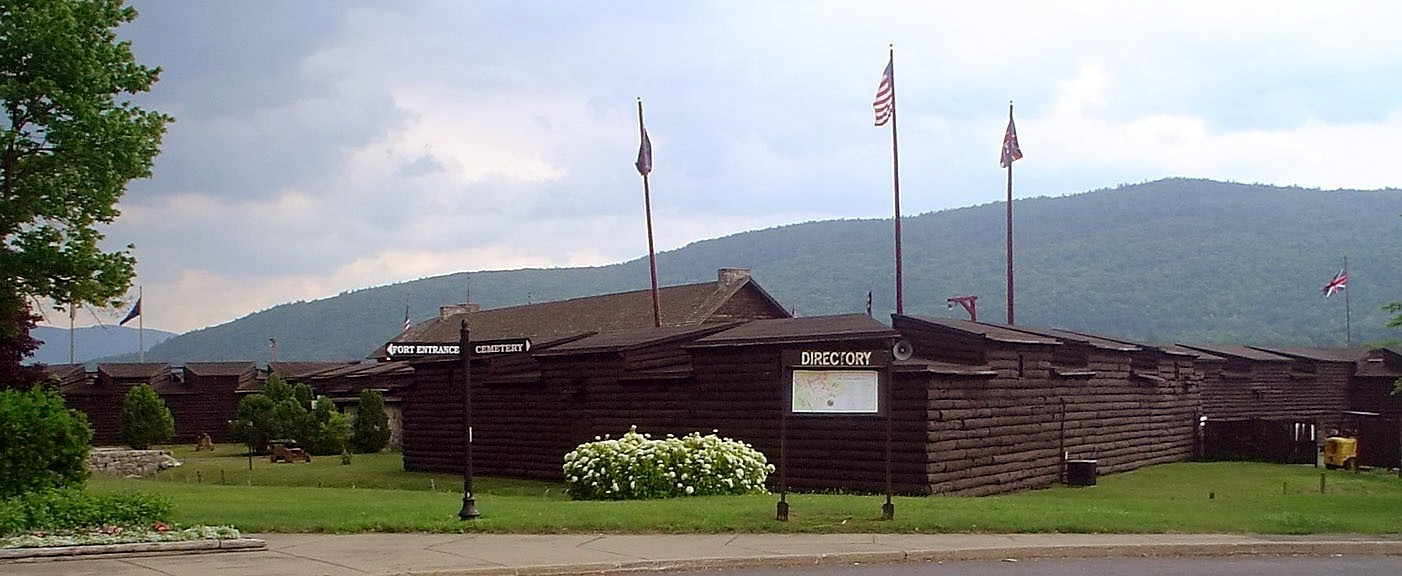
Fort William Henry heute

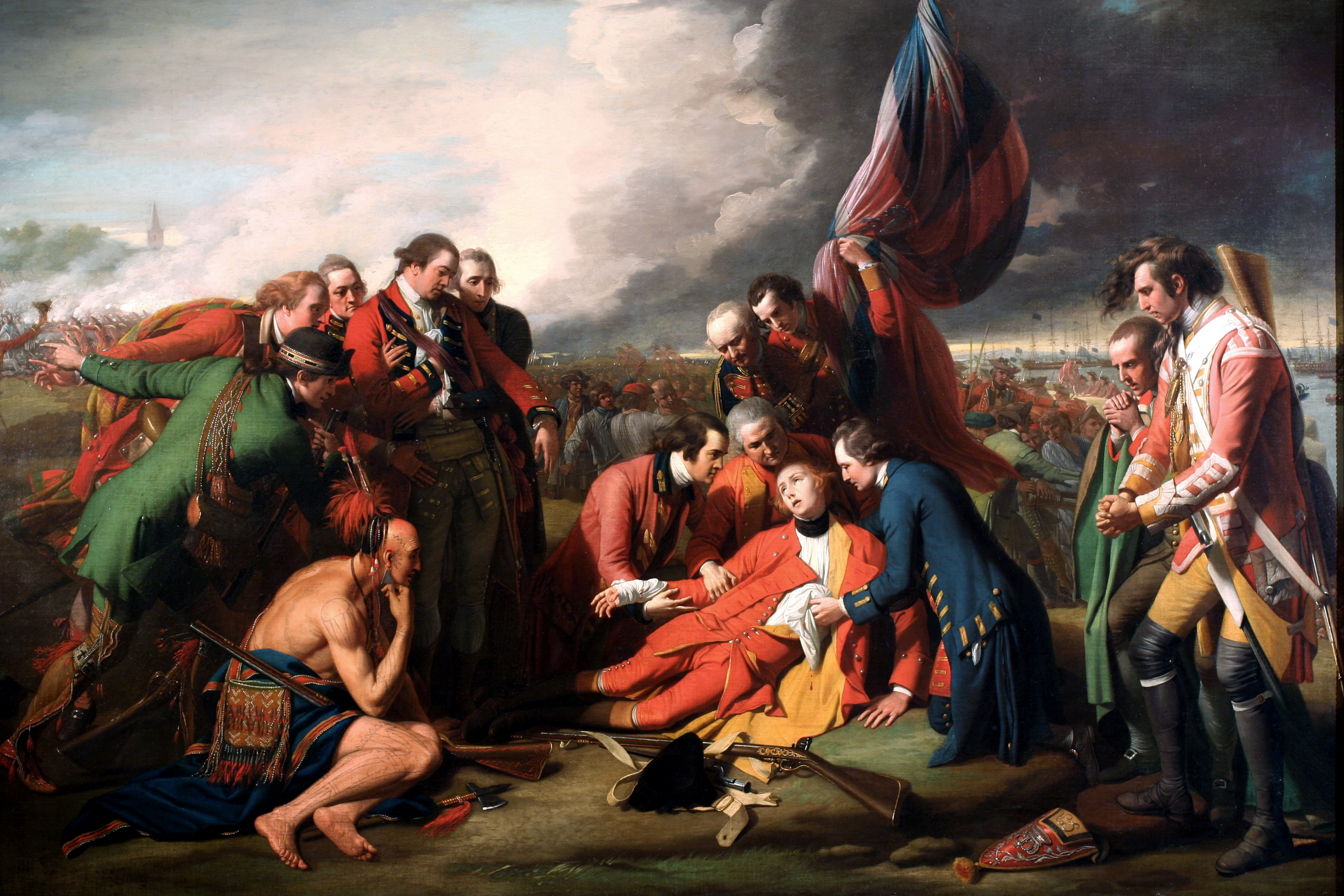
Tod des General Wolfe während der Schlacht auf der Abraham-Ebene 1763

Der – in Nordamerika unter der Bezeichnung Franzosen- und Indianerkrieg firmierende – Siebenjährige Krieg dauerte auf dem amerikanischen Kriegsschauplatz nicht nur zwei Jahre länger als in Europa. Er nahm auch von dort aus seinen Ausgang. Von Ausmaß her und in der Intensität seiner Führung hob sich der French and Indian War 1754 bis 1763 deutlich ab von seinen drei Vorgängern. Seitens der Briten entwickelte sich der Krieg zunehmend zu einer offensiv geführten Auseinandersetzung um die strategische Vorherrschaft in Nordamerika. Ausgehend von lokalen Auseinandersetzungen infolge britischer Ansiedlungen im Ohiotal, weitete er sich bald aus zu einer umgreifenden, in der gesamten Großregion ausgetragenen Auseinandersetzung. Neu war, dass Großbritannien erstmals größere Kontingente regulärer Truppen zum Einsatz brachte. Veränderungen gab es auch bei den indianischen Bündnispartnern. Die Irokesen-Stämme, traditionelle Verbündete der Briten, blieben in diesem Krieg unsichere Kantonisten und beteiligten sich auf beiden Seiten. Den Franzosen hingegen gelang es, eine breite Indianerallianz zu gewinnen – von Sioux und Comanche im Westen bis hin zu Huronen, Delaware, Shawnee und Choctaw im unmittelbaren Kolonien-Grenzgebiet.
Zentrum der ersten Kämpfe war das obere Ohiotal – das westliche Pennsylvania sowie das Gebiet der heutigen Bundesstaaten Ohio, Kentucky und Tennessee. Siedler aus den Kolonien waren hier bereits in den vergangenen Jahren auf französische Vorposten gestoßen. Ein erster Erfolg der – vorwiegend aus Virginia kommenden – Siedler-Milizen war die Eroberung des am Zusammenfluss der Ohio-Quellflüsse gelegenen Fort Duquesne 1754. Im gleichen Jahr fand der Kongress von Albany statt, auf dem die Kolonien Koordinierungsversuche unternahmen im Hinblick auf eine bessere Verteidigung gegen Frankreich. Die gemeinsame Kriegsführung von regulären Verbänden der British Army, Indianer-Verbündeten und Siedler-Milizen erwies sich allerdings als Hürde. Der in den Jakobitenkriegen rekrutierte Kernkader des britischen Offizierskorps pflegte gegenüber den kolonialen Milizen eine durchweg herablassende Haltung – ein Faktor, welcher ein koordiniertes Vorgehen erheblich erschwerte. Hinzu kamen unterschiedlich ausgeprägte Stärken und Schwächen in der Kriegsführung: Während für die britischen Truppen der Grenzkrieg ein ungewohntes Hindernis darstellte, zeigten die Milizen ihre Schwächen vor allem dann, wenn sie fern ihrer ursprünglichen Herkunftsgebiete zum Einsatz kamen.
Obwohl sich die Briten im Ohio-Gebiet behaupteten und auch die kanadische Akadien-Provinz rasch einnehmen konnten, erlitt die britische Seite in den ersten Kriegsjahren eine Reihe von Rückschlägen. 1756 gelang den Franzosen die Einnahme von Fort Oswego am Ontariosee. 1757 kulminierte der Grenzkrieg im nordöstlichen New York anlässlich der Geschehnisse während und nach der Belagerung von Fort William Henry. Nachdem die britische Besatzung unter George Munro kapituliert hatte, überfielen indianische Verbündete der Franzosen die abziehenden britischen Truppen und töteten zwischen 70 und 180 von ihnen. Die Kriegswende für die Briten erfolgte erst, nachdem William Pitt ab 1757 als entscheidender Akteur die britische Kriegspolitik bestimmte. Militärisch konzentrierten die Briten ihre Kräfte nun vor allem auf das Sankt-Lorenz-Tal. Erster Schritt war die Unterbrechung der Verbindung zwischen der dortigen Kernkolonie der Franzosen und den westlichen Gebieten. 1759 erfolgte die Einnahme von Québec – ein Unternehmen, bei dessen Entscheidungsschlacht auf der Abraham-Ebene sowohl der britische Oberbefehlshaber Wolfe als auch sein französischer Kontrahent Montcalm fielen. 1760 führten Kolonisten und britische Armee einen Zangenangriff auf Montreal durch und zwangen den französischen Gouverneur schließlich zur Übergabe von Neufrankreich.
Der Frieden von Paris 1763 markierte das Ende der französischen Kolonialherrschaft in Nordamerika. Frankreich trat seine verbliebenen Besitztümer – die Canada-Kolonie im Sankt-Lorenz-Tal, das westliche Akadien (New Brunswick) und den östlichen Teil von Louisiana inklusive den Illinois-Gebieten an England ab. Der westliche Teil von Louisiana – das Gebiet des späteren Louisiana Purchase – kam vorläufig zu Spanien. Spanien, dass an der Seite Frankreichs in den Krieg eingetreten war, trat wiederum Florida an England ab. Ein Nachspiel hatte der Krieg in den Gebieten nördlich des Ohio. Ein von dem Ottawa-Häuptling Pontiac initiierte Rebellion der Stämme entlang der Frontier zog das gesamte westliche Kolonie-Grenzgebiet in Mitleidenschaft. Beteiligte Stämme waren: Huronen, Delaware, Shawnee, Ottawa, Miami, Kickapoo, Potawatomi, Ojibway sowie Teile der irokesischen Seneca. 2000 Siedler kamen im Gefolge dieses Indianerkriegs ums Leben, 450 Soldaten wurden entweder getötet oder verschleppt; einzelne Indianertrupps drangen bis nach Virginia und Maryland vor. Letztendlich gelang es Siedlermilizen und Armee jedoch, den Aufstand niederzuschlagen – auch wenn die Kämpfe bis ins Jahr 1766 andauerten. Die Erschließung der Gebiete nördlich des Ohio, welche der Pontiac-Aufstand verhindern wollte, erwies sich allerdings als ein Streitpunkt, der die zu diesem Zeitpunkt bereits stark fortgeschrittene Entfremdung zwischen Kolonien und Mutterland weiter vorantrieb.

## 1763 bis 1783: die Amerikanische Revolution

### 1763 bis 1775: im Vorfeld der Unabhängigkeit

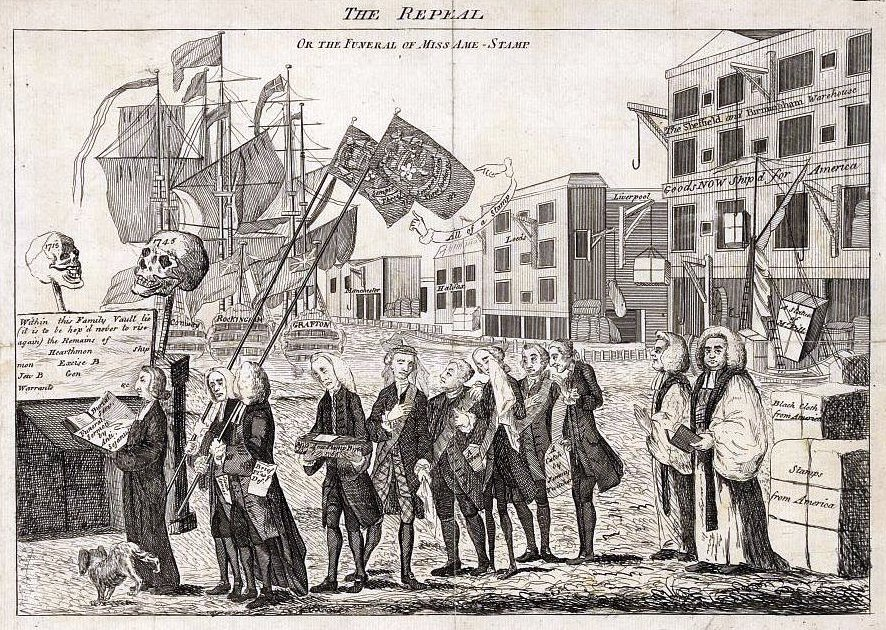
Der Stamp Act als Beerdigung: Karikatur von 1766

Die Entwicklung, die ab 1763 an Dynamik aufnahm und in Einzelaspekten bis über das Ende des Unabhängigkeitskriegs hinausreichte, firmiert in der Geschichtsschreibung unter dem Oberbegriff Amerikanische Revolution. Ihr Beginn wird in der Regel am Ende des Siebenjährigen Krieges angesetzt. Der Konfliktstoff, der sich in dessen Verlauf angesammelt hatte, war nicht zuletzt auch mentaler Natur. Die Kolonisten fühlten sich von den Vertretern des Mutterlands herablassend behandelt, die Briten hingegen waren der Meinung, die Koloniebewohner brächten ihnen nicht genügend Respekt entgegen. Verstärkt wurde die zunehmende Entfremdung durch die Tatsache, dass Großbritannien auch nach der Entlassung des auf die Empire-Vereinheitlichung orientierten William Pitt (1761) unverändert an den bilateralen, auf England hin ausgerichteten Wirtschaftsbeziehungen festhielt. Ein Indiz für die rigider aufs Mutterland hin orientierte Zentralisierung, welche sich in der britischen Kolonialpolitik abzeichnete, war die Behandlung der Franko-Akadier nach 1755, die wegen ihres Widerstands gegen die britische Herrschaft aus Nova Scotia vertrieben worden waren.

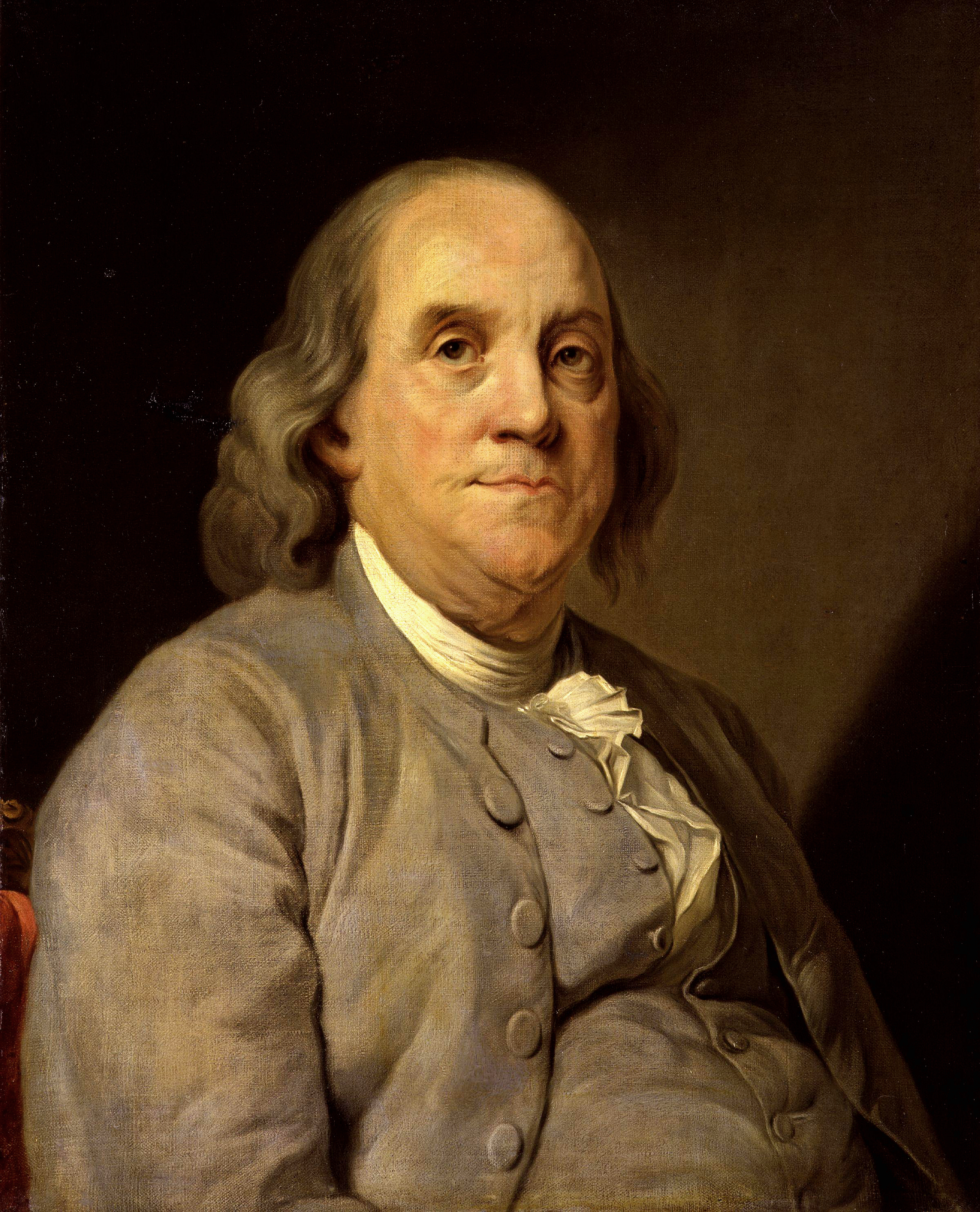
Benjamin Franklin

Zum ersten Streitpunkt zwischen Kolonien und Krone avancierte die 1763 deklarierte Proclamation Line. Sie verbot private Landkäufe jenseits des Appalachenkamms und stellte das Gebiet westlich der Appalachen unter direkte militärische Kontrolle der britischen Armee. Die Absichten, die hinter dieser administrativ gezogenen Westgrenze steckten, waren zwei: Zum einen wollte die britische Kolonialverwaltung weitere Auseinandersetzungen mit den jenseits dieser Grenze lebenden Indianerstämmen vermeiden. Zum zweiten erschwerte – aus der Sicht der Briten – eine ungehinderte Westausdehnung die eh bereits mangelhafte Kontrolle über die kolonialen Territorien. Ergänzend hinzu kam der Umstand, dass zwischen den Kolonien selbst eine Reihe ungeklärter Gebietsansprüche in der Schwebe waren. In der Praxis erfüllte die Proclamation Line ihren Zweck nur unzulänglich: Tausende von Siedlern hatten sich zwischenzeitlich bereits jenseits der Appalachen niedergelassen; ihre praktische Wirkung blieb infolgedessen gering.
Der zweite Grund für zunehmende Zwistigkeiten ergab sich aus der Absicht Englands, die Kolonien verstärkt für die Tilgung der angefallenen Kriegskosten heranzuziehen. Die Argumentation, mit der die Krone neue Finanzabgaben begründete: England habe den Krieg letztlich zum Schutz der Siedler geführt; darüber hinaus zahlten die Kolonisten sowieso weniger Steuern als die Einwohner im Mutterland. Die erste neue Besteuerungsmaßnahme war der 1765 verfügte Stamp Act – eine als Stempelsteuer deklarierte Sonderabgabe auf alle gedruckten Dokumente. Im Verbund mit britischen Kaufleuten gelang es dem Kolonien-Unterhändler Benjamin Franklin 1766 zwar, eine Annullierung des Stamp Acts zu erwirken. An seine Stelle traten allerdings neue Besteuerungen – die Townshend Acts aus dem Jahr 1767. Gegenstand der Besteuerung diesmal: Gebrauchsgüter wie Blei, Farben, Papier, Glas und Tee – Importwaren, welche die Kolonien importieren mussten.

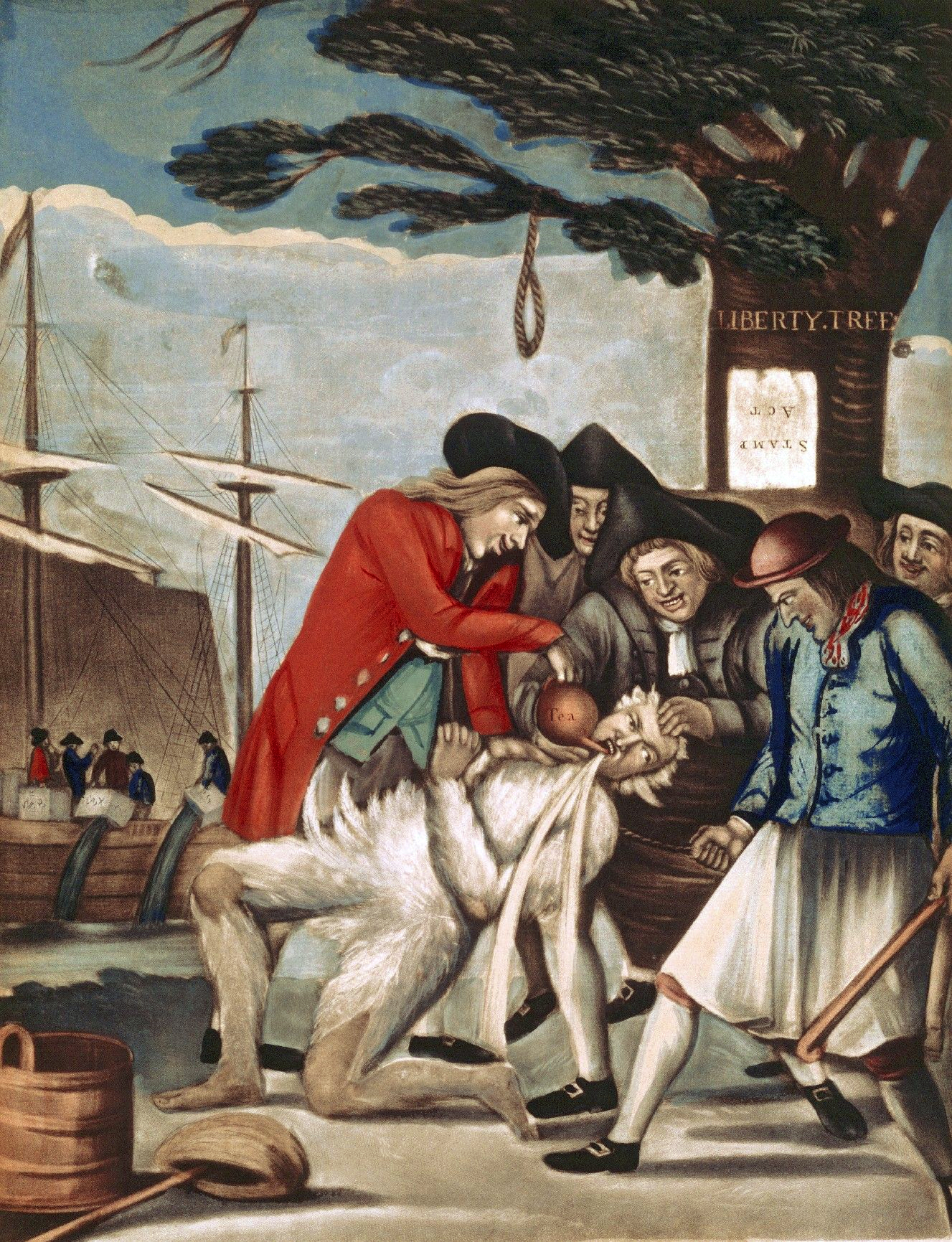
Ein Steuereintreiber wird geteert und gefedert

Stamp Act und Proclamation Line markierten den Beginn des allgemeinen Widerstands gegen die britische Kolonialmacht. Die Regionalparlamente von Virginia, Massachusetts und anderen Kolonien verfassten Resolutionen gegen die unpopuläre Stempelsteuer. Ein in New York abgehaltener Kongress stellte das Besteuerungsrecht des britischen Parlaments generell in Frage. Die Forderungen der Kolonien verdichteten sich in der Parole: No taxation without representation. Als Widerstandsbewegung im Untergrund formierten sich die Sons of Liberty. Ihre Aktionen kaprizierten sich vor allem auf Maßnahmen gegen Steuer- und Zolleintreiber sowie den Boykott englischer Produkte. Führender Kopf der radikaler gestimmten Kolonisten-Faktion war der Bostoner Jurist Samuel Adams. Auch das Tauziehen um die umstrittene Proclamation Linie hielt weiterhin an. Einerseits konzedierten die Briten in den Verträgen von Fort Stanwix, Hard Labor und Lochaber (1768 und 1770) Ausnahmen. Andererseits verschärfte der Quebec Act von 1774 die Situation zusätzlich – indem das westlich der Appalachen und nördlich des Ohio gelegene Gebiet der neuorganisierten kanadischen Provinz Québec zugeschlagen wurde.
Im Verlauf der späten 1760er- und frühen 1770er-Jahre verschärften sich die Auseinandersetzungen zunehmend. Als Zollbeamte im Juni 1768 die Ladung des Handelsschiffs Liberty konfiszieren wollten, kam es in Boston zu schweren Tumulten. Am 5. März 1770 fand das sogenannte Boston Massacre statt – ein Zusammenstoß, der fünf Beteiligte das Leben kostete. Die Steuereintreibungen der Briten liefen unterdess immer öfter ins Leere. Ein Mitgrund hierfür waren die Aktivitäten der Sons of Liberty, deren Agitation dazu führte, dass Zollbeamte zunehmend behindert, physisch attackiert sowie in Einzelfällen geteert und gefedert wurden. Als besonders effektive Waffe erwies sich der Warenboykott britischer Güter. Am 16. Dezember 1773 erfolgte die Bostoner Tea Party, bei der als Indianer verkleidete Kolonisten die Ladung eines britischen Handelsschiffs im Hafenbecken versenkten. Die unmittelbare Reaktion der Briten darauf war die Unterstellung der Kolonie Massachusetts unter britische Militärverwaltung im Winter 1773/1774. Im September 1774 konstituierte sich der Erste Kontinentalkongress. Tagungsort war Philadelphia. 55 Abgeordnete aus 12 Kolonien (Georgia fehlte) versuchten dort, die Haltung der Kolonien gegenüber Großbritannien zu koordinieren. Die gemäßigte Linie, welche vor allem die Mittelatlantik-Kolonien vertraten, setzte sich während des Kongressverlaufs weitgehend durch. Dennoch brachten die Delegierten zwei wichtige Entscheidungen auf den Weg: a) die Selbstverpflichtung, den Warenboykott gegen britische Güter in organisierter Form fortzusetzen, b) die Vorbereitung des Zweiten Kontinentalkongresses, der während des Unabhängigkeitskriegs die Rolle einer De-facto-Regierung übernahm.

### Unabhängigkeitskrieg und Frieden von Paris

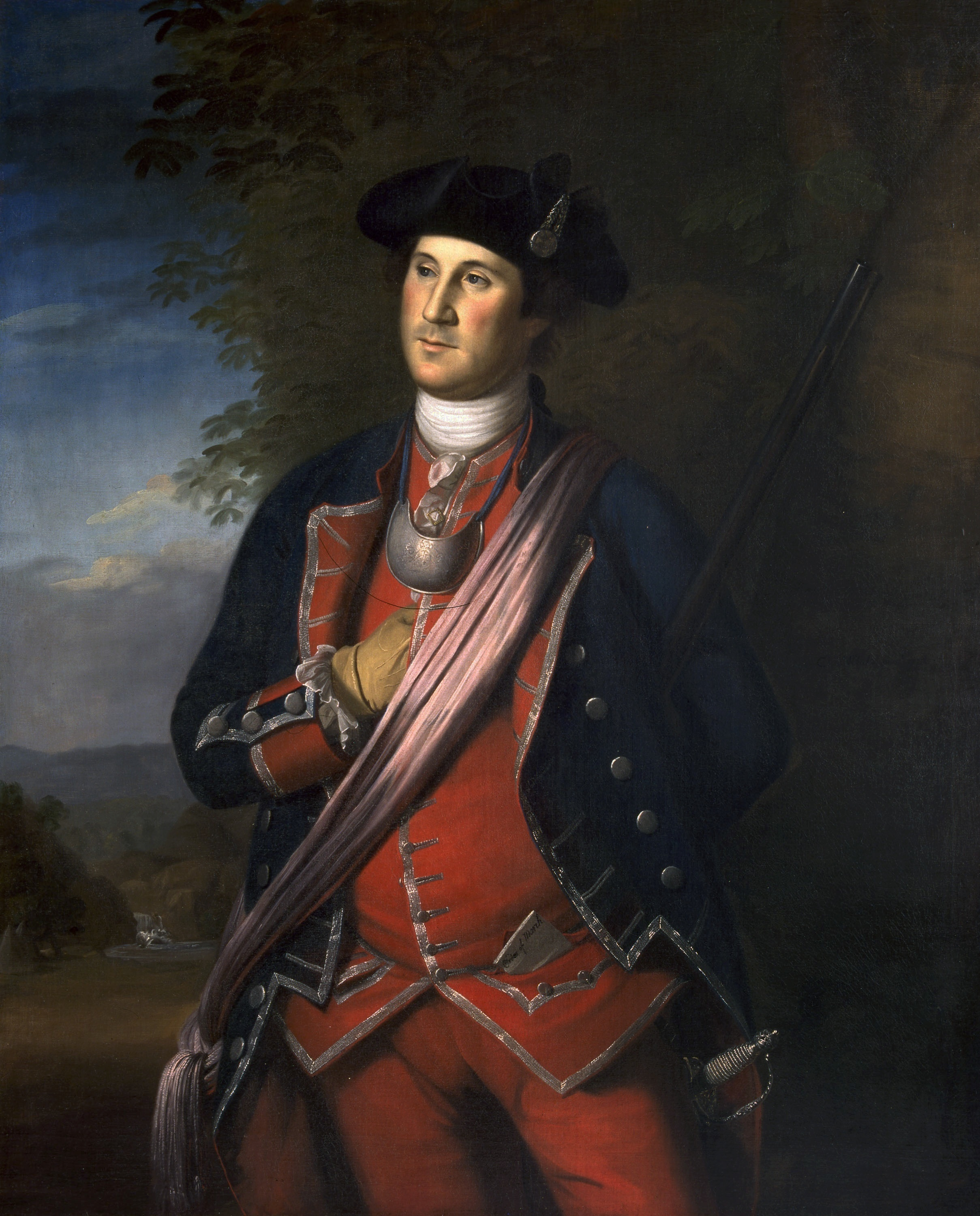
George Washington (1772)

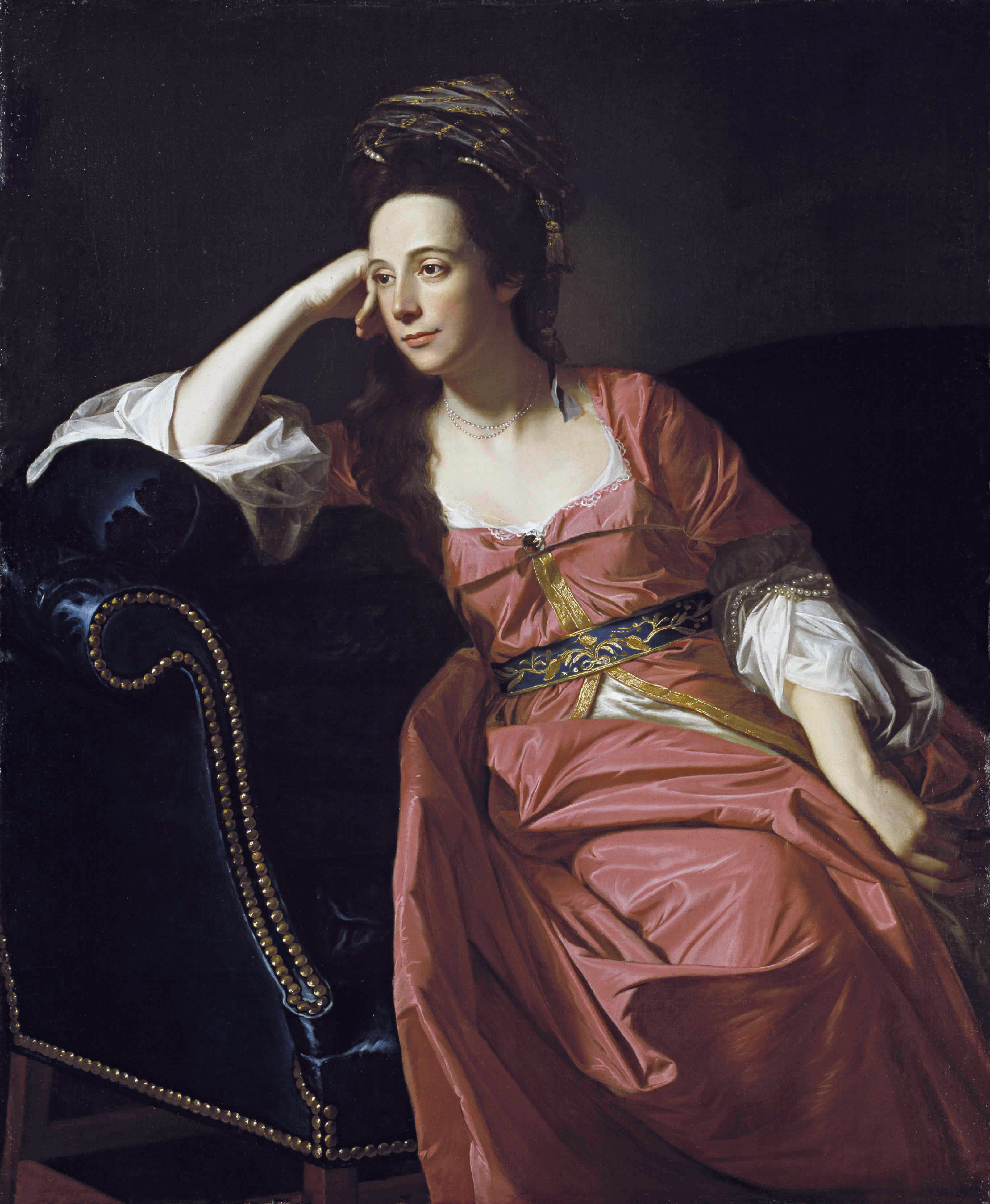
Margaret Kemble Gage

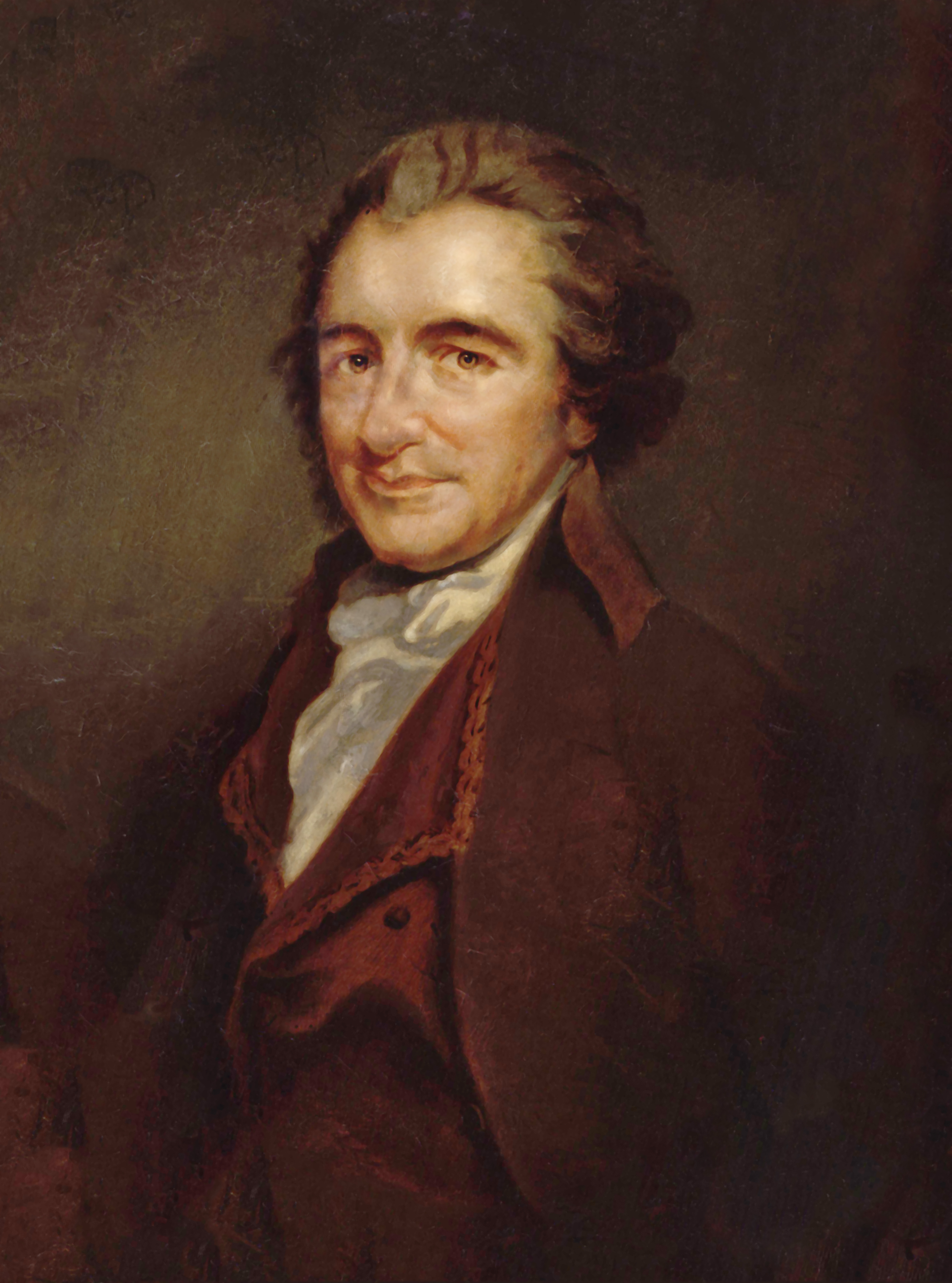
Thomas Paine

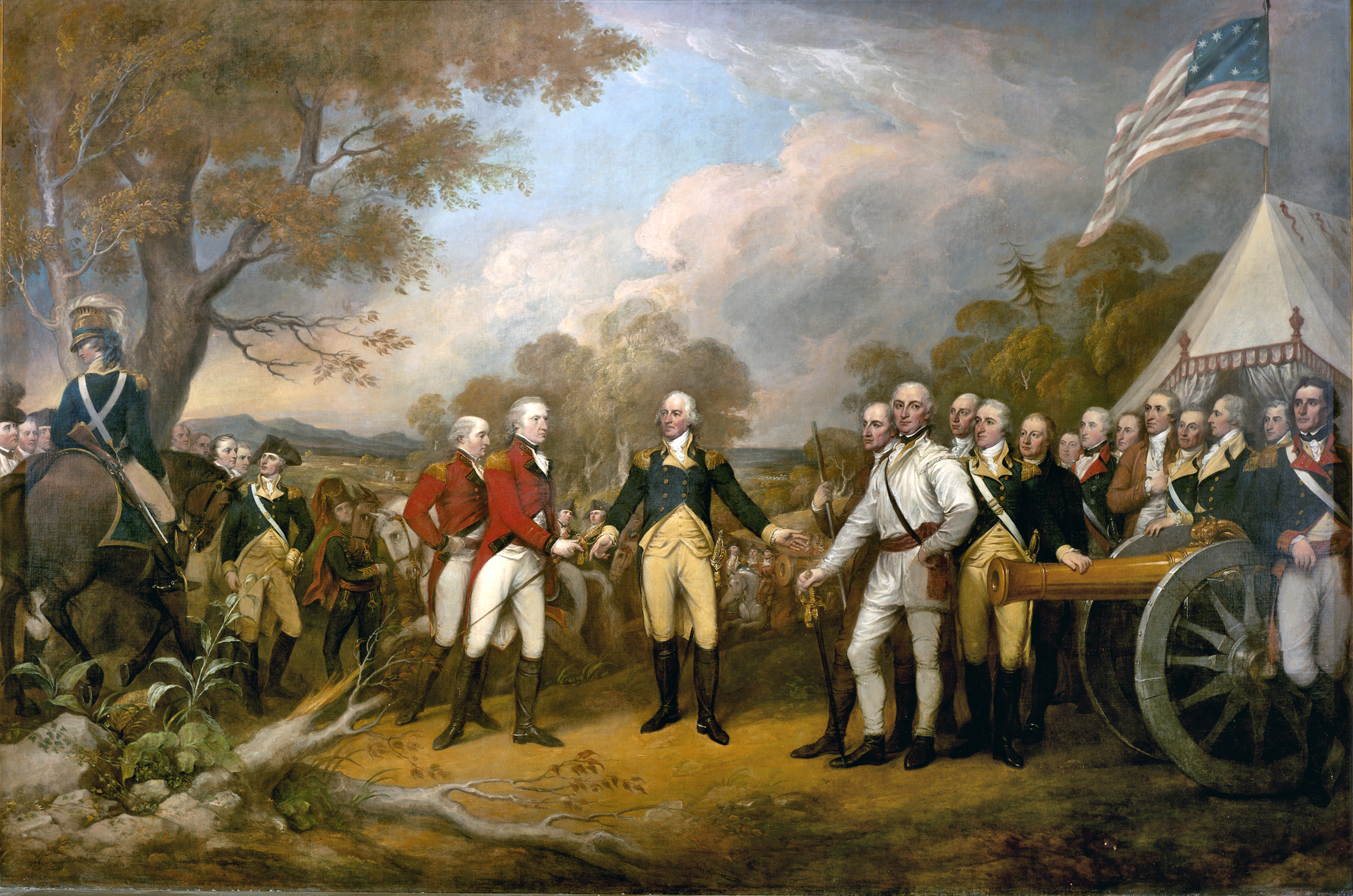
General Burgoyne kapituliert in Saratoga (1777)

Die offenen Feindseligkeiten begannen am 19. April 1775 mit zwei Gefechten bei den neuenglischen Ortschaften Lexington und Concord. Siedler-Milizen zwangen die involvierten britischen Einheiten dabei zum Rückzug in das nahegelegene Boston. Nicht verbürgt ist die Geschichte, wonach sich die Aufständischen einen Vorteil verschaffen konnten durch die Beziehung zwischen dem amerikanischen Offizier Joseph Warren und Margaret, der Frau des britischen Gouverneurs Thomas Gage. Am 10. Mai formierte sich der Zweite Kontinentalkongress – diesmal auch mit Vertretern aus Georgia. Als bedeutende Vertreter der Kolonie-Interessen neu mit vertreten waren Benjamin Franklin und Thomas Jefferson. An unterschiedlichen Orten tagend, nahm der Zweite Kontinentalkongress während des Unabhängigkeitskriegs die Funktionen einer provisorischen Regierung wahr. Vordringlichste Maßnahme in der Anfangszeit war der Zusammenschluss der aufständischen Milizen zu einem überörtlichen, unter einer einheitlichen Kommandostruktur stehenden Verband – der Kontinentalarmee. Oberbefehlshaber der neu formierten Armee wurde George Washington – ein Politiker und Milizführer, der bereits im French and Indian War Verhandlungsgeschick sowie militärisches Talent unter Beweis gestellt hatte.
Der militärische Verlauf des 1775 einsetzenden Unabhängigkeitskriegs gestaltete sich wechselhaft. Neben indianischen Bündnispartnern, in deren Augen die Briten das geringere Übel darstellten (vorwiegend aus den Stämmen der Cherokee, Shawnee, Delaware sowie der irokesischen Mohawk), nahmen auf britischer Seite mehrere Zehntausend – teils zwangsausgehobene – hessische und braunschweigische Söldner an den Kampfhandlungen teil. Hinzu kamen – in kleinerem Ausmaß – loyalistische Milizen. Die Tory-Milizen fielen zahlenmäßig zwar nicht so stark ins Gewicht. Ungeachtet dessen trug ihre Existenz mit dazu bei, dass der Amerikanische Unabhängigkeitskrieg teilweise Züge eines Bürgerkriegs annahm. Die Kampfhandlungen konzentrierten sich zunächst im Norden – in der Region Neuengland. Der erste Erfolg der Kontinentalarmee – der Sieg in der Schlacht von Ticonderoga (Mai 1775) – wurde durch die Niederlage in der Schlacht von Bunker Hill (Juni 1775) zunichtegemacht. Der Plan, die kanadische Provinz Québec zu besetzen und die dort lebenden Bewohner auf die amerikanische Seite zu ziehen, scheiterte unter anderem an dem provisorischen Zustand der Kontinentalarmee. Obwohl ihr im März 1776 die Einnahme der Neuengland-Metropole Boston gelang, blieb ihr Aktionsradius in den ersten Jahren begrenzt.
Die militärische Entwicklung 1776 und 1777 brachte die aufständischen Kolonien mehrmals bis an den Rand der Niederlage. Nach den Kämpfen in Neuengland avancierten die Mittelatlantik-Kolonien zunehmend zum Hauptkriegsschauplatz. Der britische Oberbefehlshaber, Generalmajor William Howe, besetzte die Stadt New York, ließ im dortigen Umland massive Truppenverstärkungen anlanden und fügte der Kontinentalarmee eine Reihe von Niederlagen zu – darunter die in der Schlacht von Long Island, welche die Kontinentalarmee aus dem Bereich um New York abdrängte. Im Dezember 1776 schließlich musste die Kontinentalarmee den Rückzug über den Delaware River antreten. Zwar gelang es ihr, sich in einer Serie kleinerer und größerer Auseinandersetzungen zu behaupten. Die Einnahme des zeitweiligen Kontinentalkongress-Tagungsorts Philadelphia im September 1777 konnte sie allerdings nicht verhindern.
Bereits in den ersten zwei Kriegsjahren führte die Härte, mit welcher die Briten vorgingen, zu einer zunehmenden Erbitterung innerhalb der Bevölkerung. Stand am Anfang der Erhebung lediglich die Frage der gleichberechtigten politischen Partizipation im Vordergrund, wurde die Frage nach Loslösung von Großbritannien, nach Unabhängigkeit nunmehr immer populärer. Wesentlich gestärkt wurde die Motivation der Kolonisten durch Thomas Paines Streitschrift Common Sense, die 1776 erschien. Auf Antrag Virginias erfolgte am 4. Juli 1776 schließlich die Amerikanische Unabhängigkeitserklärung – ein Dokument, an dessen Aufsetzung der spätere US-Präsident Thomas Jefferson maßgeblich mitgewirkt hatte. Militärisch eine wesentliche Wende brachten die Schlachten von Saratoga im Herbst 1777, mit denen ein schlecht koordinierter britischer Plan scheiterte, welcher zum Ziel hatte, die Neuengland-Kolonien vom Rest der Kolonien abzuschneiden.

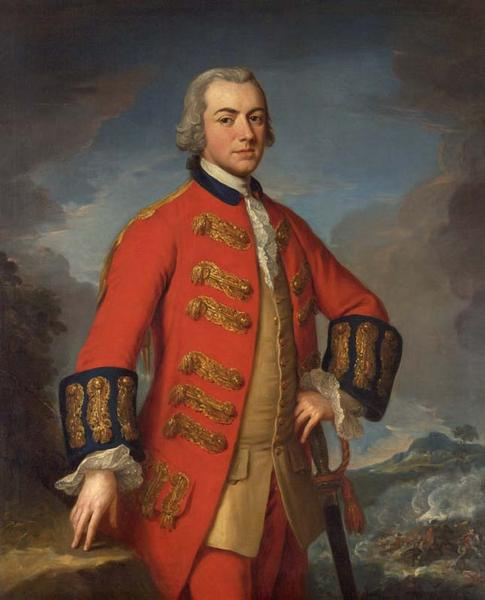
Der britische Oberkommandierende Henry Clinton

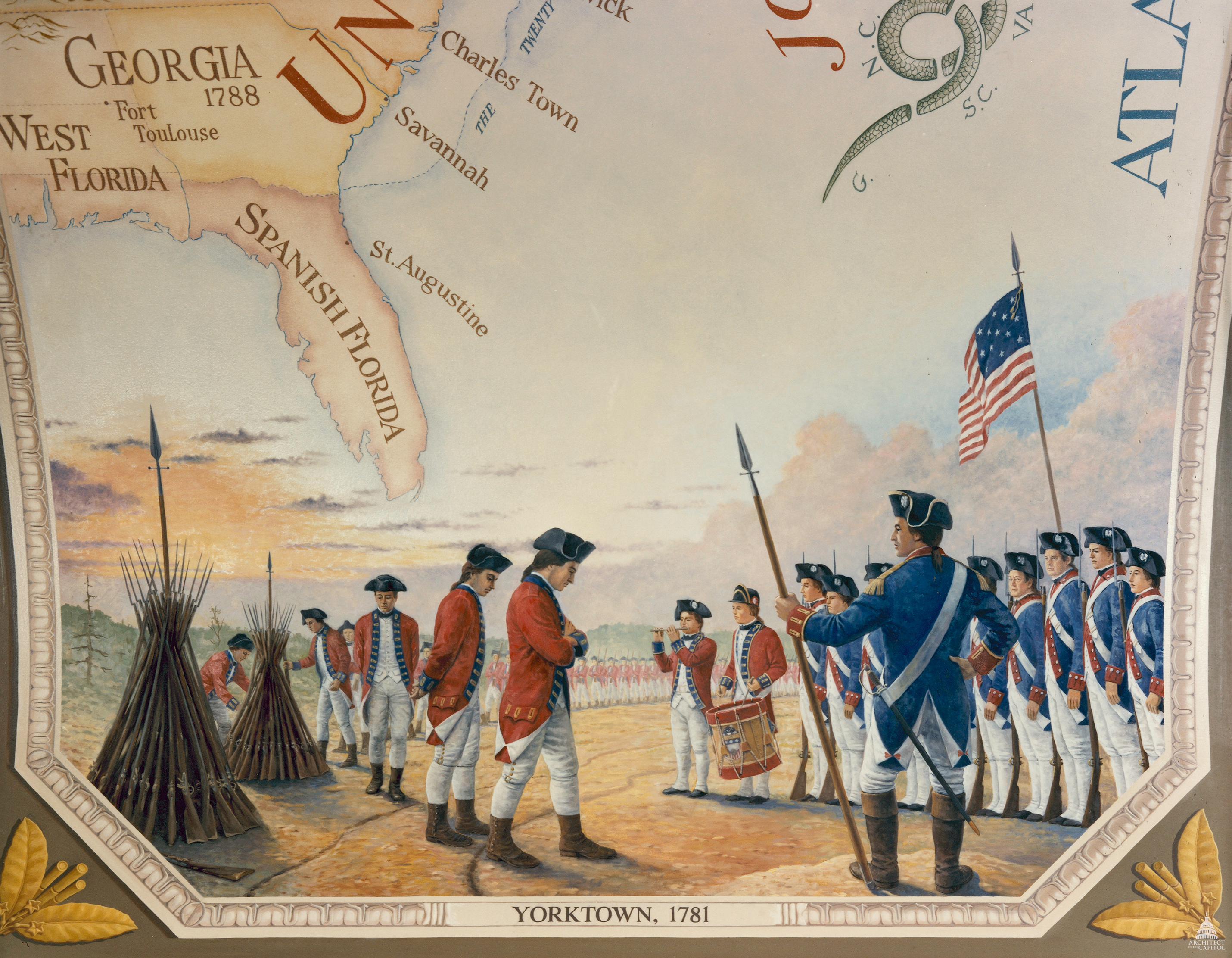
Britische Kapitulation nach der Schlacht von Yorktown. Wandgemälde im Kapitol

In der Folge wendete sich das Blatt zunehmend zugunsten der Aufständischen. Die durch Krankheiten, Hunger und Truppenschwund stark in ihrer Kampfkraft geschwächte Kontinentalarmee wurde grundlegend neustrukturiert. Zu ihrem Chefinspektor und oberstem Ausbilder avancierte ab 1777 der preußische General Friedrich Wilhelm von Steuben. Ein weiterer Ausländer, der sich ab 1777 auf der Seite der amerikanischen Kolonisten engagierte, war der französische General Marquis de Lafayette. Ein kriegsentscheidender Faktor war schließlich die Tatsache, dass sich Frankreich zugunsten der neugegründeten USA in den Krieg einschaltete. Der Hauptkriegsschauplatz verlagerte sich in den folgenden Jahren zunehmend in den Süden. Unter Howes Nachfolger Henry Clinton gelang den Briten zwar die Einnahme von Savannah und Charleston. Die vom Hinterland aus operierenden und durch französische Verbände unterstützten Truppen der Kolonisten konnten die Briten allerdings in der Küstenebene binden. Die Schlacht bei Yorktown in Virginia 1781 – de facto ein kriegsentscheidender Sieg – beendete schließlich alle Hoffnungen der Briten, den Krieg in Nordamerika gewinnen zu können.

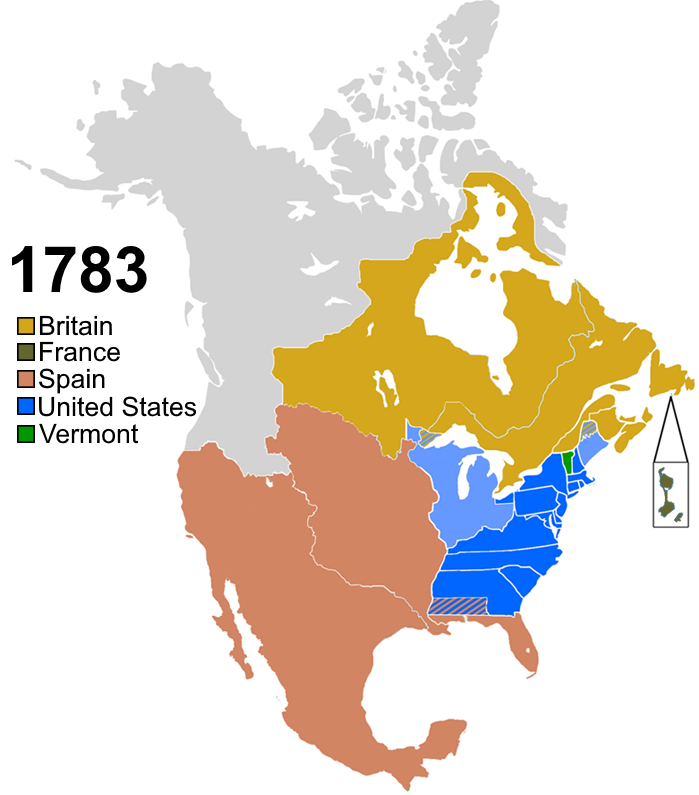
Nordamerika nach dem Pariser Frieden 1783

Die ab 1782 aufgenommenen Pariser Friedensverhandlungen kamen mit dem Friedensschluss vom 3. September 1783 zum Abschluss. Neben der Unabhängigkeit der Dreizehn Kolonien brachten sie als Ergebnis neue Grenzfestlegungen. Im Westen bildete der Mississippi nunmehr die offizielle Westgrenze der USA. Die Grenze zu Kanada im Norden blieb so, wie sie war. Als Grenze zum (nunmehr spanischen) Florida wurde der 31. Breitengrad festgelegt. Die alten Verfassungen aus der Kolonialära wurden zwischen 1776 und 1800 durch neue Bundesstaats-Verfassungen ersetzt. Lediglich Rhode Island und Connecticut behielten ihre Charters aus der Zeit Karls II. bei. Der Aufbau des neuen US-Staatswesens mündete in eine Umbruchära, die bis weit in die 1790er-Jahre andauerte. Eine Frage, die sich nach Ende des Unabhängigkeitskriegs stellte, war die Behandlung der Loyalisten. Heutige Zahlen gehen von rund 100.000 Personen aus, welche die USA nach Kriegsende verließen. Über längere Zeit gesehen gelang der Republik allerdings, das Gros der ehemaligen Loyalisten wieder einzugliedern. Im Alten Nordwesten in den heutigen Bundesstaaten Ohio und Indiana hingegen mündete der Unabhängigkeitskrieg in eine Serie von Indianerkriegen, die bis weit in die 1790er-Jahre hinein andauerten und den neuen US-Präsidenten George Washington zur Gründung der Legion of United States veranlassten – dem ersten stehenden Heer des neu gegründeten Staates.

## Gründungsdaten zu den Dreizehn Kolonien
Die Gründung der USA-Gründerkolonien umfasste einen Zeitraum von 125 Jahren. Einige kleinere Kolonien gingen während dieses Zeitraums in größeren auf. Andere – wie New York und Carolina – wurden im Verlauf der Koloniengeschichte in kleinere Einheiten aufgesplittet. Zwei weitere Gebiete – die Territorien von Maine und Vermont – wurden erst im Verlauf des Unabhängigkeitskriegs oder später US-Bundesstaaten. Die historischen Parameter der einzelnen Koloniegründungen hier im Überblick:
| Jahr                                                                                              | Kolonie                                           | Typ | US-Bundesstaat | Bemerkungen                                                                              |
| ------------------------------------------------------------------------------------------------- | ------------------------------------------------- | --- | -------------- | ---------------------------------------------------------------------------------------- |
| Neuengland-Kolonien                                                                               |                                                   |     |                |                                                                                          |
| 1652                                                                                              | Province of Maine                                 | CK  | Maine          | Bis zum Unabhängigkeitskrieg Teil von Massachusetts; US-Bundesstaat seit 1820            |
| 1777                                                                                              |                                                   |     | Vermont        | strittig zwischen New Hampshire und New York; 1777 Eigenständigkeit, 1791 US-Bundesstaat |
| 1680                                                                                              | New Hampshire Colony                              | CK  | New Hampshire  | aus Massachusetts ausgegliedert                                                          |
| 1620                                                                                              | Plymouth Colony                                   | CK  | Massachusetts  | bis 1696 separat; danach Teil von Massachusetts                                          |
| 1629                                                                                              | Province of Massachusetts Bay                     | CK  | Massachusetts  |                                                                                          |
| 1636                                                                                              | Colony of Rhode Island and Providence Plantations | CK  | Rhode Island   | Ableger von Massachusetts-Kolonie                                                        |
| 1636                                                                                              | New Haven Colony                                  | CK  | Connecticut    | Ableger von Massachusetts-Kolonie; 1661 mit Connecticut vereint                          |
| 1636                                                                                              | Colony of Connecticut                             | CK  | Connecticut    | Ableger von Massachusetts-Kolonie                                                        |
| Mittelatlantik-Kolonien                                                                           |                                                   |     |                |                                                                                          |
| 1624                                                                                              | Province of New York                              | KK  | New York       | ursprünglich Teil von Nieuw Nederland; 1664 von England übernommen                       |
| 1664                                                                                              | Province of New Jersey                            | EK  | New Jersey     | ursprünglich Teil von Nieuw Nederland; 1664 von England übernommen                       |
| 1681                                                                                              | Province of Pennsylvania                          | EK  | Pennsylvania   |                                                                                          |
| 1681                                                                                              | Delaware Colony                                   | EK  | Delaware       | bis zum Unabhängigkeitskrieg Teil von Pennsylvania; seit 1711 Selbstverwaltung           |
| Südliche Kolonien                                                                                 |                                                   |     |                |                                                                                          |
| 1634                                                                                              | Province of Maryland                              | EK  | Maryland       |                                                                                          |
| 1607                                                                                              | Colony of Virginia                                | CK  | Virginia       | Abspaltung West Virginia 1861                                                            |
| 1663                                                                                              | Province of Carolina                              | KK  | North Carolina | ursprünglich Carolina; Aufteilung in North- und South Carolina 1712                      |
| 1729                                                                                              | South Carolina                                    | KK  | South Carolina | ursprünglich Carolina; Aufteilung in North- und South Carolina 1712                      |
| 1732                                                                                              | Province of Georgia                               | EK  | Georgia        |                                                                                          |
| Legende: CK = Charter- bzw. Handelsgesellschaftskolonie; EK = Eigentümerkolonie; KK = Kronkolonie |                                                   |     |                |                                                                                          |

### Deutsch
- Hans R. Guggisberg, Hermann Wellenreuther: Geschichte der USA. Kohlhammer, Stuttgart 1974/2002, 4. Auflage, ISBN 978-3-17-017045-2
- Jürgen Heideking, Christof Mauch: Geschichte der USA. UTB, Stuttgart 1996/2006, 4. Auflage, ISBN 978-3-7720-8183-5
- Michael Hochgeschwender: Die Amerikanische Revolution. Geburt einer Nation 1763–1815. C. H. Beck, München 2016, ISBN 978-3-406-65442-8
- Stephan Maninger: Die verlorene Wildnis. Die Eroberung des amerikanischen Nordostens im 17. Jahrhundert. Verlag für Amerikanistik, Wyck auf Föhr 2009, ISBN 978-3-89510-121-2
- Gerd Raeithel: Geschichte der nordamerikanischen Kultur. Band 1: Vom Puritanismus bis zum Bürgerkrieg 1600–1860. 4. Auflage. Zweitausendeins, Frankfurt am Main 2002, ISBN 3-88679-166-1
- Wolfgang Reinhard: Die Unterwerfung der Welt. Globalgeschichte der Europäischen Expansion 1415–2015. C. H. Beck, München 2016, ISBN 978-3-406-68718-1
- Bernd Stöver: United States of America. Geschichte und Kultur. C. H. Beck, München 2012, ISBN 978-3-406-63967-8
- Hermann Wellenreuther: Niedergang und Aufstieg. Geschichte Nordamerikas vom Beginn der Besiedlung bis zum Ausgang des 17. Jahrhunderts. Lit, Münster u. a. 2000, ISBN 3-8258-4447-1
- Hermann Wellenreuther: Ausbildung und Neubildung. Die Geschichte Nordamerikas vom Ausgang des 17. Jahrhunderts bis zum Ausbruch der Amerikanischen Revolution 1775. Lit, Münster u. a. 2001, ISBN 3-8258-4446-3

### Englisch
- Charles M. Andrews: The Colonial Period of American History. 4 Bände. Originalauflage: 1934–1938. Reprint: Simon Publications, San Antonio 2001, ISBN 978-1-931313-33-9 (Band 1)
- Stephen Foster: British North America in the Seventeenth and Eighteenth Centuries. Oxford University Press, Oxford 2014, ISBN 978-0-19-920612-4
- Peter Charles Hoffer: The Brave New World. A History of Early America. Johns Hopkins University Press, Baltimore 2023, ISBN 978-1-42-144542-7.
- Richard Middleton: Colonial America: A History, 1565–1776. 3. Auflage. Wiley-Blackwell, Hoboken 2002, ISBN 978-0-631-22141-8